# Düren
Düren ist mit über 94.000 Einwohnern eine große Mittelstadt in Nordrhein-Westfalen. Sie liegt am Nordrand der Eifel zwischen Aachen und Köln und ist Verwaltungssitz des gleichnamigen Kreises sowie Mitglied der Euregio Maas-Rhein. Die von der Rur durchflossene Stadt nennt sich auch Das Tor zur Nordeifel.

## Bedeutung
Die Geschichte geht zurück bis zu einer jungsteinzeitlichen Siedlung. Erstmals urkundlich erwähnt wurde Düren 747 zur Zeit der Franken, in der auch Karl der Große in die Stadt kam. Mit dem Annahaupt, einer Reliquie der Heiligen Anna, wurde Düren im 16. Jahrhundert zum Ziel vieler Pilger. Darauf beruht nicht nur die Annakirmes als großes Volksfest, sondern auch die Tradition als Stadt der Märkte. Der Dreißigjährige Krieg, die Pest und ein großes Erdbeben 1756 schwächten die Stadt. Einen neuen Aufschwung erlebte Düren durch die Industrie. Familien wie Schoeller und Hoesch brachten die Papier- und Textilindustrie sowie das metallverarbeitende Gewerbe in die Stadt. Am 16. November 1944 wurde Düren durch einen Bombenangriff der Alliierten zu 99 % zerstört, Düren war im Zweiten Weltkrieg die am schwersten zerstörte Stadt Deutschlands. Mit der kommunalen Neugliederung vergrößerte sich das Stadtgebiet am 1. Januar 1972 erheblich. Heute pflegt Düren Partnerschaften mit Städten in Frankreich, Osteuropa und China.
Zur Kultur gehören das Leopold-Hoesch-Museum und Papiermuseum Düren, Aufführungen im Haus der Stadt und in der Arena Kreis Düren. Dort spielt auch der erfolgreichste Sportverein, der Volleyball-Bundesligist SWD Powervolleys Düren; auch einige bekannte Fußballspieler hat Düren hervorgebracht. Neben der Annakirmes und dem rheinischen Karneval gehören das Stadtfest, die Jazztage und diverse Märkte zum regelmäßigen Veranstaltungsprogramm. Das Schloss Burgau grenzt direkt an den Stadtwald und neben mehreren weiteren Burgen und Herrenhäusern gehört der Schillingspark zu den Baudenkmälern in Düren. Wirtschaftlich wird die Stadt weiterhin von den historisch dort angesiedelten Branchen Papier- und Metallverarbeitung geprägt, aber auch neuere Entwicklungen wie Elektromobilität sind in der Industrie vertreten. Zur medizinischen Versorgung gibt es mehrere Krankenhäuser und die psychiatrische LVR-Klinik, deren Gebäude teilweise denkmalgeschützt sind. Bildung wird u. a. in fünf Gymnasien, drei Berufskollegs und der Stadtbücherei vermittelt. Über die Autobahn A4, die Bahnstrecke Köln–Aachen und mehrere große Radwege ist Düren mit diversen Verkehrsmitteln zu erreichen.

## Geografie

### Geografische Lage
Die Stadt liegt als Teil der Euregio Maas-Rhein zwischen den Großstädten Aachen und Köln am Nordrand der Eifel. In nördlicher Richtung erstreckt sich die fruchtbare Jülich-Zülpicher Börde als Teil der Niederrheinischen Bucht. Im Südwesten liegt die Rureifel mit der Rurtalsperre als Deutschlands zweitgrößter Talsperre und dem Nationalpark Eifel. Von Süden (Lendersdorf) nach Norden (Merken) durchfließt die Rur das Stadtgebiet. Dürens höchster Punkt liegt mit 225 m ü. NHN auf der Abraumhalde Beythal an der Bundesstraße 399 in Berzbuir-Kufferath, der niedrigste Punkt mit 105 m ü. NHN an der Rur bei Merken.

### Geologie
Während im südlichen Stadtgebiet bei Berzbuir Schichten mit Konglomeratgestein des Devons und Karbons zu Tage treten, wird die Jülicher Börde im nördlichen Stadtgebiet aus einer mächtigen Lössplatte gebildet, unter der Kiese und Sande aus der letzten Eiszeit anstehen, die Rhein und Maas angelagert haben. Zahlreiche tektonische Verwerfungen aus dem Tertiär mit bis zu 400 Meter Höhenunterschied sind nachgewiesen. Die Jülicher Scholle ist der nördliche Teil einer kleinen Scholle zwischen Rur- und Erftscholle und gegenüber der Rurscholle angehoben aber gegenüber der Erftscholle abgesunken. Dazwischen liegen mächtige Braunkohlenflöze aus dem Tertiär. Düren gehört zum Erdbebengebiet der Kölner Bucht.

### Klima
Die Stadt liegt in der gemäßigten Klimazone, die hier vom atlantischen Golfstrom im Übergang zwischen ozeanischem und kontinentalem Klima geprägt wird. Westwinde herrschen vor und Niederschläge gibt es das ganze Jahr hindurch. Die jährliche Niederschlagsmenge beträgt etwa 617 mm. Dabei sind Juni und Juli die niederschlagsreichsten, Februar und September die niederschlagsärmsten Monate des Jahres. Die Sommer sind warm und die Winter mild. Im Juli liegt die mittlere Temperatur bei 17 °C, im Januar bei 2 °C. Den meisten Sonnenschein gibt es im Juli, den wenigsten im Dezember.
|                        | Jan  | Feb  | Mär  | Apr  | Mai  | Jun  | Jul  | Aug  | Sep  | Okt  | Nov  | Dez  |   |       |
| Mittl. Temperatur (°C) | 2,1  | 2,6  | 5,4  | 8,5  | 12,9 | 15,7 | 17,3 | 16,9 | 14,1 | 10,4 | 5,8  | 3,1  | ⌀ | 9,6   |
|                        |      |      |      |      |      |      |      |      |      |      |      |      |   |       |
| Niederschlag (mm)      | 44,1 | 39,4 | 51,2 | 49,8 | 60,2 | 63,3 | 63,3 | 58,2 | 41,5 | 44,8 | 51,2 | 50,8 | Σ | 617,8 |
|                        |      |      |      |      |      |      |      |      |      |      |      |      |   |       |
| Sonnenstunden (h/d)    | 1,6  | 2,8  | 3,5  | 4,9  | 6,0  | 5,9  | 6,1  | 5,9  | 4,7  | 3,7  | 2,2  | 1,5  | ⌀ | 4,1   |

|  |

|  |

|  |

|  |

|  |

|  |

|  |

|  |

|  |

|  |

|  |

|  |

|  |

|  |

|  |

|  |

|  |

|  |

|  |

|  |

|  |

|  |

|  |

|  |

### Nachbargemeinden
Düren liegt im Zentrum des Kreises, zu dem auch alle Nachbargemeinden gehören. Folgende Gemeinden grenzen an die Stadt Düren; sie werden im Uhrzeigersinn beginnend im Norden genannt:
| Inden 8,27 km       | Niederzier 8,31 km                          |                    |
| Langerwehe 9,59 km  | Kompassrose, die auf Nachbargemeinden zeigt | Merzenich 6,55 km  |
| Hürtgenwald 8,18 km | Kreuzau 9,13 km                             | Nörvenich 14,62 km |

### Ausdehnung des Stadtgebietes und Flächennutzung
Das Stadtgebiet erstreckt sich auf einer Fläche von etwa 85 km². Die Ausdehnung beträgt in Nord-Süd-Richtung maximal 12,5 km und in Ost-West-Richtung maximal 10 km. Die Stadtgrenze ist etwa 50 km lang. Den größten Anteil der Fläche beanspruchte Ende 2016 die Landwirtschaft, die mit 4054 Hektar fast das halbe Stadtgebiet nutzte.
| Flächennutzung in der Stadt Düren | Flächennutzung in der Stadt Düren | Flächennutzung in der Stadt Düren |
| Nutzungsart                       | Fläche in ha                      | Anteil                            |
| --------------------------------- | --------------------------------- | --------------------------------- |
| Landwirtschaftsfläche             | 4054                              | 47,7 %                            |
| Wohnbaufläche                     | 1033                              | 12,2 %                            |
| Verkehrsfläche                    | 806                               | 9,5 %                             |
| Waldfläche                        | 785                               | 9,2 %                             |
| Industrie- und Gewerbefläche      | 543                               | 6,4 %                             |
| Freizeit- und Erholungsfläche     | 375                               | 4,4 %                             |
| Gehölz                            | 208                               | 2,4 %                             |
| Fläche besonderer Prägung         | 198                               | 2,3 %                             |
| Gewässer                          | 186                               | 2,2 %                             |
| Flächen gemischter Nutzung        | 172                               | 2,0 %                             |
| Sonstiges                         | 140                               | 1,7 %                             |

### Stadtgliederung
Das alte Stadtgebiet umfasst die inneren Stadtbezirke Düren-Nord, Düren-Ost (mit der Satellitenstadt und Distelrath), Düren-Süd und Rölsdorf sowie das aus dem ersten Drittel des 20. Jahrhunderts stammende Siedlungsgebiet Grüngürtel. Die weiteren Stadtteile entstanden aus 15 ehemals selbstständigen Orten: Arnoldsweiler, Berzbuir, Birgel, Birkesdorf, Derichsweiler, Echtz, Gürzenich, Hoven, Konzendorf, Krauthausen, Kufferath, Lendersdorf, Mariaweiler, Merken und Niederau. Diese heutigen Stadtteile wurden am 1. Januar 1972 auf Grund des Aachen-Gesetzes eingegliedert.
Im Rahmen der kommunalen Neugliederung durch das Köln-Gesetz lehnte die Stadt aus kommunalpolitischen Gründen eine Eingemeindung von Merzenich ab, was ein Novum in der Geschichte der nordrhein-westfälischen Gemeindeumstrukturierung darstellte. Mit Merzenich hätte Düren eine Einwohnerzahl von mehr als 100.000 erreicht und damit die Grenze zur Großstadt überschritten.
Die heutigen Einwohner verteilen sich folgendermaßen auf die Stadtteile (Stand: 31. Dezember 2022).

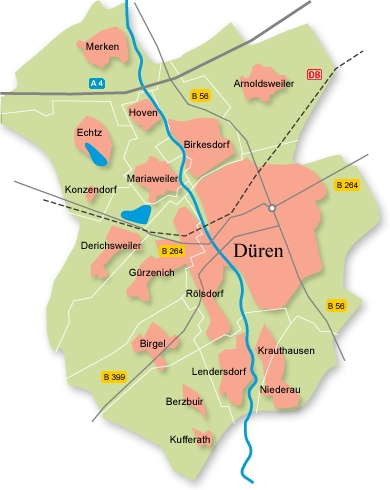
Übersicht der Stadtteile von Düren

| Stadtteil         | Einwohner | Postleitzahl |
| ----------------- | --------- | ------------ |
| Altes Stadtgebiet | 54.942    | 52349–52351  |
| Arnoldsweiler     | 3.241     | 52353        |
| Berzbuir          | 468       | 52355        |
| Birgel            | 1.728     | 52355        |
| Birkesdorf        | 8.728     | 52353        |
| Derichsweiler     | 2.736     | 52355        |
| Echtz-Konzendorf  | 2.052     | 52353        |
| Gürzenich         | 6.730     | 52355        |
| Hoven             | 1.504     | 52353        |
| Krauthausen       | 312       | 52355        |
| Kufferath         | 337       | 52355        |
| Lendersdorf       | 3.712     | 52355        |
| Mariaweiler       | 2.807     | 52353        |
| Merken            | 3.012     | 52353        |
| Niederau          | 2.644     | 52355        |
| Gesamt            | 95.359    |              |

## Geschichte

### Vor- und Frühgeschichte

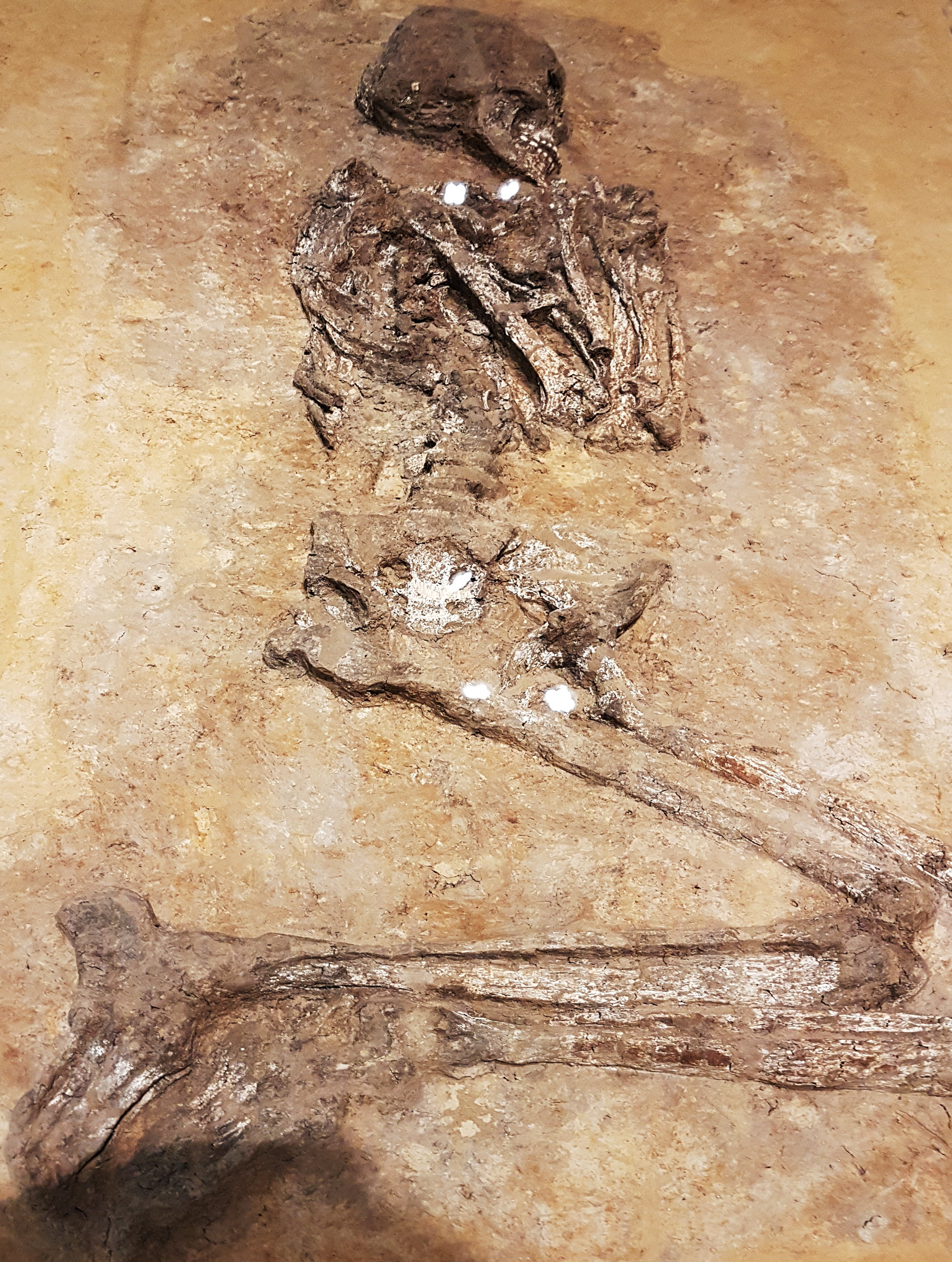
Skelett „Lilith“ aus der jungsteinzeitlichen Siedlung bei Arnoldsweiler

Zu den ältesten Zeugnissen menschlicher Besiedlung im Dürener Stadtgebiet gehört eine jungsteinzeitliche Siedlung mit Kastenbrunnen und über 40 Häusern, die auf die Zeit um 5100 v. Chr. datiert wird und zwischen Arnoldsweiler und Ellen freigelegt wurde. Zu der Siedlung gehört außerdem ein Gräberfeld mit mehr als 200 Skeletten. Eines von ihnen wurde „Lilith“ genannt und ist nach dem Neandertaler und einem Doppelgrab in Bonn-Oberkassel das älteste bekannte Exemplar im Rheinland. Beide Funde belegen, dass die aus dem Osten kommenden Menschen westlich des Rheins Ackerbau betrieben. Jungsteinzeitliche Pfeilspitzen aus Feuerstein und eine steinerne Streitaxt wurden bei Berzbuir gefunden. Funde aus dieser Zeit gab es auch auf dem Gebiet des ehemaligen Ortes Miesheim.
Siedler aus der Bronzezeit errichteten bei Arnoldsweiler eine Erdbefestigung. Weitere Funde, darunter Gräber, stammen aus römischer Zeit. Aus dieser Zeit sind auch Siedlungsplätze bei Berzbuir, Distelrath, Mariaweiler und Teile einer Wasserleitung in Lendersdorf bekannt. Römische Ziegel und ein Tempel fanden sich bei Hoven.
Bei der Ankunft des römischen Feldherrn Gaius Iulius Caesar 54 v. Chr., im fünften Jahr des Gallischen Krieges, siedelte zwischen Rhein und Maas der keltische Stamm der Eburonen unter seinem Anführer Ambiorix. In dem zentral gelegenen, aber nicht genau lokalisierten Hauptort Aduatuca erlitt Cäsar eine empfindliche Niederlage. Dass er die Eburonen bei seinem Rachefeldzug im Jahr darauf tatsächlich vernichtet haben soll, wie er selbst angibt, wird überwiegend in Zweifel gezogen. Die Ubier übernahmen die Siedlungen der getöteten und vertriebenen Eburonen und trafen auf die Römer. Dabei entstand die religiöse Verehrung der Matronen, die Elemente aus den Kulturen verband. In den folgenden 460 Jahren hielten die Römer das Land besetzt und siedelten zum Schutz der Rheingrenze germanische Stämme von rechts des Rheines als Foederaten an, die sich dann mit der keltischen Bevölkerung vermischten.

### Ortsname
Der römische Historiker Tacitus berichtet, dass die im Kölner Raum siedelnden Ubier im Winter 69/70 n. Chr. in einem Kampf gegen rechtsrheinische Germanen bei „Marcodurum“ unterlegen waren. Das Suffix „-durum“ in dieser Ortsbezeichnung geht aus der keltischen Wurzel „-duor“ zum gallischen Wort „duron“ hervor, das sich in vielen gallischen Ortsnamen findet und Tür oder Tor bedeutet. Damit waren durch Umwallung und Tore befestigte Handels- und Verwaltungsorte gemeint, weswegen bereits antike Schriftsteller das gallische „duron“ mit dem lateinischen „forum“ für Markt oder Handelsplatz übersetzten. Zwar liegen aus der Dürener Kernstadt keine antiken Zeugnisse vor, aber die Funde bei Arnoldsweiler lassen auf einen uralten Siedlungsplatz schließen, der Namensgeber der heutigen Stadt Düren war. Dem lang ausgesprochenen u in dem Wortbestandteil „Durum“ wurde später zur Kenntlichmachung ein Dehnungs-i hinzugefügt („Duirum“), woraus sich schließlich die heutige Schreibweise „Düren“ entwickelte.

### Mittelalter

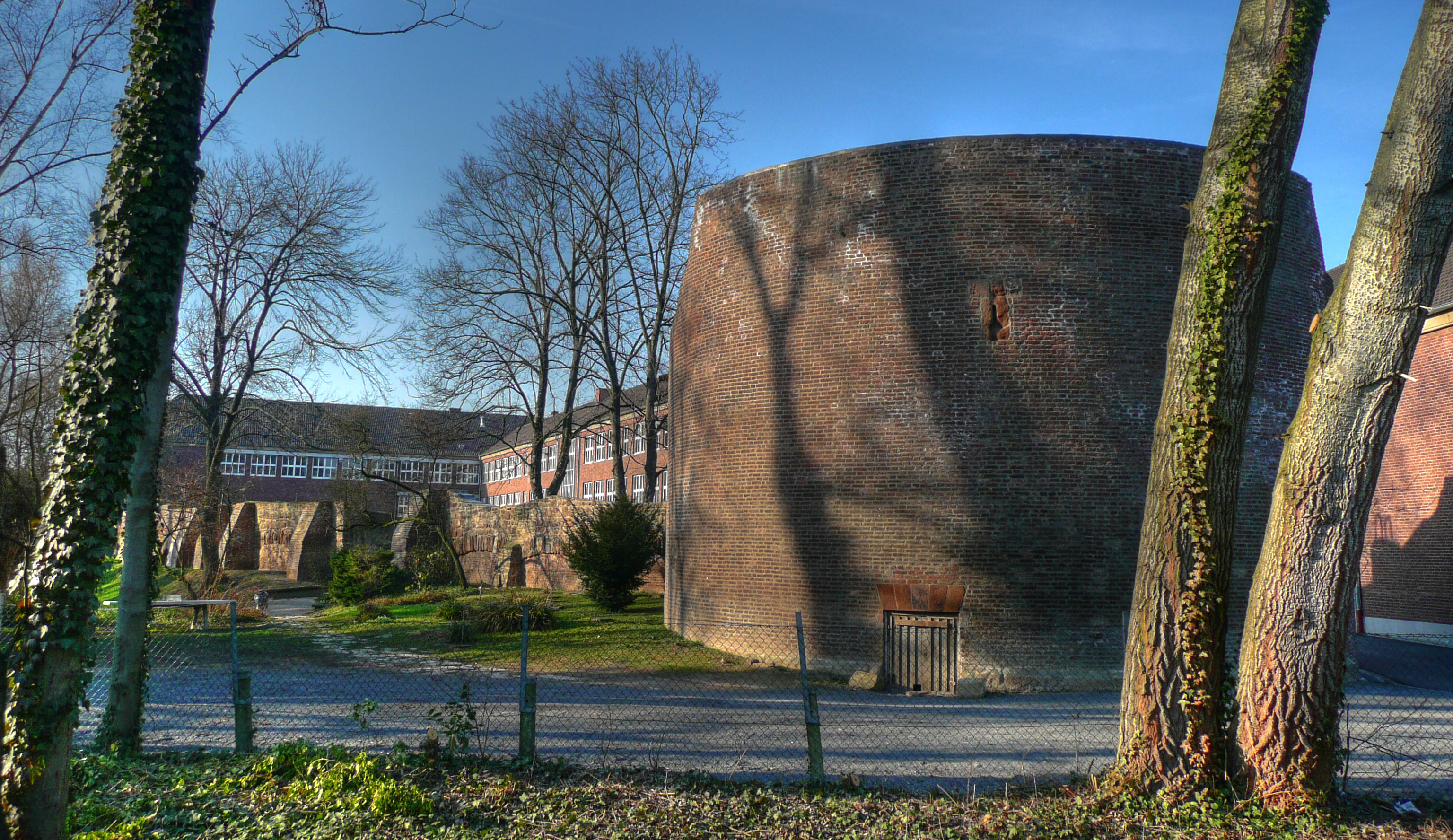
Der Dicke Turm und weitere Reste der mittelalterlichen Stadtmauer, dahinter Gebäude des Stiftischen Gymnasiums

In der Zeit Völkerwanderung strömten am letzten Tag des Jahres 406 n. Chr. Vandalen, Alanen und Sueben auf ihrem Zug nach Westen in gewaltigen Scharen über den zugefrorenen Rhein ins Römische Reich und zwangen es an der Rheingrenze zur Aufgabe. Daraufhin drangen von Norden aus mehreren Stämmen kommende Germanen, die sich zum Volk der Franken vereinten, in das Rheinland vor. Die Ortsnamen auf „-weiler“ im Stadtgebiet geben Zeugnis von dieser frühen merowingischen Siedlungsperiode, während die Ortsnamen auf „-hausen“, „-rath“ und „-dorf“ der karolingischen Zeit um die Mitte des 8. Jahrhunderts zuzurechnen sind. Fränkische Siedlungsspuren wurden in Birkesdorf und Distelrath gefunden.
Wie Ausgrabungen ergaben, stand um das Jahr 700 in Düren eine fränkische Saalkirche. „Villa Dura“ (Duria) wurde zum ersten Mal in den fränkischen Reichsannalen (und dann in den Metzer Annalen) für das Jahr 747 urkundlich genannt: „in villa quae dicitur Duria“. Dort fand eine von den fränkischen Hausmeiern Karlmann und Pippin organisierte Reichsversammlung und Synode statt. Der karolingische König Pippin der Kleine (714–768), Vater des späteren Kaisers Karl der Große (~747–814), machte die Ansiedlung zu einer Pfalz. Sie befand sich dort, wo heute die Kirche St. Anna steht. In den Jahren 761, 775 und 779 fanden dort Reichstage statt; auf den beiden letzten Reichstagen wurden Feldzüge gegen die Sachsen beschlossen. Auch Karl der Große nutzte die Pfalz Villa Dura und weitere Pfalzen, die er entlang der Aachen-Frankfurter Heerstraße in Aachen, Sinzig, Ingelheim und Frankfurt hatte anlegen lassen. Auf dieser Krönungsstraße zogen 600 Jahre lang die deutschen Könige zu ihrer Krönung nach Aachen. Auf dieser Landstraße entwickelte sich auch ein reger Verkehr, der in Düren schon bald eine Reihe von Märkten entstehen ließ (Kornmarkt, Viehmarkt, Holzmarkt, Hühnermarkt und Buttermarkt), die zum Wachstum der Stadt beitrugen.
881 und 882 verwüsteten Normannen, die über den Rhein und die Maas in das Land eingedrungen waren, durch die Raubzüge der Wikinger in das Rheinland den Ort. Kaiser Otto III. bestätigte im Jahre 1000 die Rechte als freie Reichsstadt. Ab etwa 1212 wurde die Stadtmauer errichtet. Zur Stadtmauer gehörten zwölf Türme und fünf Tore, die in den vier Himmelsrichtungen lagen: im Norden das Philippstor und das Wirteltor, im Osten das Kölntor, im Süden das Obertor und im Westen das Holztor. Von ihnen bestehen noch Ruinen. Heute steht noch ein großes Stück der Stadtmauer an der Wallstraße.
Als Kaiser Friedrich II. 1241 die Stadt, zu der seit dem Mittelalter auch die Vorstädte gehörten, für 10.000 Mark Silber an Wilhelm IV. von Jülich verpfändete, verlor sie die Reichsunmittelbarkeit und kam unter die Herrschaft der Grafen und späteren Herzöge von Jülich. Das älteste erhaltene mittelalterliche Bauwerk in Düren ist der Turm des „Ühledömche“ (Eulendom), einer Kapelle im Stadtteil Distelrath, aus dem 11./12. Jahrhundert. Rund um die damalige Kirche gab es im 10. bis 13. Jahrhundert eine Siedlung. Miesheim hatte nach neueren Erkenntnissen in diesen Jahrhunderten seine Blütezeit. 1459 bauten die Franziskaner als zweite Kirche der Dürener Innenstadt ein Kloster, das Maria von Bethanien geweiht war und aus dem die heutige Marienkirche hervorging.

### Frühe Neuzeit
Der Steinmetz Leonhard entwendete im Jahre 1501 einen Schrein mit einer Kopfreliquie der Heiligen Anna, dem sogenannten Annahaupt, aus der Mainzer Stiftskirche St. Stephan und brachte ihn nach Düren. Der daraufhin entbrannte Streit um den Besitz der Reliquie wurde vor Kaiser und Papst ausgetragen, bis Papst Julius II. 1506 zugunsten Dürens entschied. Die Gegenstände wurden in der Kirche St. Martin, die später deswegen der Heiligen Anna geweiht wurde, aufbewahrt. Schon kurz nach der Ankunft der Reliquie setzte eine Wallfahrtsbewegung zur Dürener Pfarrkirche ein, die Pilger aus ganz Europa nach Düren führte. Die Heilige Anna wurde Schutzpatronin Dürens, und auch heute noch feiert man jedes Jahr eine Woche lang den Namenstag der Heiligen Anna (26. Juli) mit der Annaoktav, einer kirchlichen Feier, und der Annakirmes, einem der größten Volksfeste Deutschlands.
Da die Reformation in Düren nicht von Landesherren durchgesetzt wurde, hatte sie zunächst nur geringen Einfluss. Die ersten reformierten Prediger übernahmen presbyteriale Prinzipien von calvinistischen Flüchtlingen aus Frankreich und den Niederlanden. Im Zuge der Reformation trat in Düren zeitweise die Gemeinschaft der Täufer auf, die dort nach ihrem Anführer Lancelot von Kettig auch als „Kettisten“ bezeichnet wurden. In ihrer religiösen Überzeugung standen sie zwischen den Katholiken und den Anhängern Martin Luthers. Mit ihrer Forderung auf Eigentumsverzicht gewannen sie Sympathien bei den armen Menschen und bereiteten der Obrigkeit Ärger.
1531 besuchte Kaiser Karl V. Düren. 1538 fiel das Herzogtum Geldern an Herzog Wilhelm von Jülich, Kleve und Berg, aber Karl V. beanspruchte das Land für sich, was ihm 1541 auf dem Reichstag zu Regensburg auch zugebilligt wurde. Ein 1961 geborgener Schatz bestehend aus 402 Münzen und vielen Schmuckteilen muss um 1541 in einem alten Brunnen verborgen worden sein. Die Fundstücke befinden sich heute im Rheinischen Landesmuseum Bonn.
Der Kaiser ließ im dritten Geldrischen Erbfolgekrieg 1543 mit einem 30.000 Mann starken Heer auf einem Kriegszug in die Niederlande die Stadt Düren erstürmen, plündern und in Brand setzen. Mehr als 600 Gebäude, darunter das Rathaus, das Johanniterkloster und St. Anna, wurden dabei zerstört. Der Wiederaufbau nahm einige Jahre in Anspruch; 1563 war der Wiederaufbau von St. Anna beendet.
Nachdem die Herzogtümer Jülich und Kleve an die Kurpfalz gefallen waren, gewährte der neue evangelische Landesherr mit dem „Dürener Reversal“ 1609 Religionsfreiheit. Seit 1572 sind reformierte Christen in Düren belegt, 1609 wurde die Gemeinde somit offiziell anerkannt. In der Folgezeit bildeten sich eine reformierte und eine lutherische Gemeinde. 1837 übernahmen beide Gemeinden im Kirchenkreis Jülich das unierte Bekenntnis, wie es in Preußen bereits 1817 eingeführt worden war.
Die Spanier unter Ambrosio Spinola nahmen die Stadt 1614 ein. Im Dreißigjährigen Krieg wurde sie 1642 von hessischen Truppen zerstört und verwüstet. Als der Krieg 1648 beendet war, suchte die Pest die Stadt heim, wodurch zahlreiche Menschen starben. Eine zweite Epidemie brach 1665 aus. Durch verschiedene Angriffe auf die geschwächte Stadt wurde Düren 1679 erneut teilweise zerstört. 1713 wies die Stadt mit etwa 1.800 Einwohnern den niedrigsten nachweisbaren Bevölkerungsstand auf.

### 18. und 19. Jahrhundert

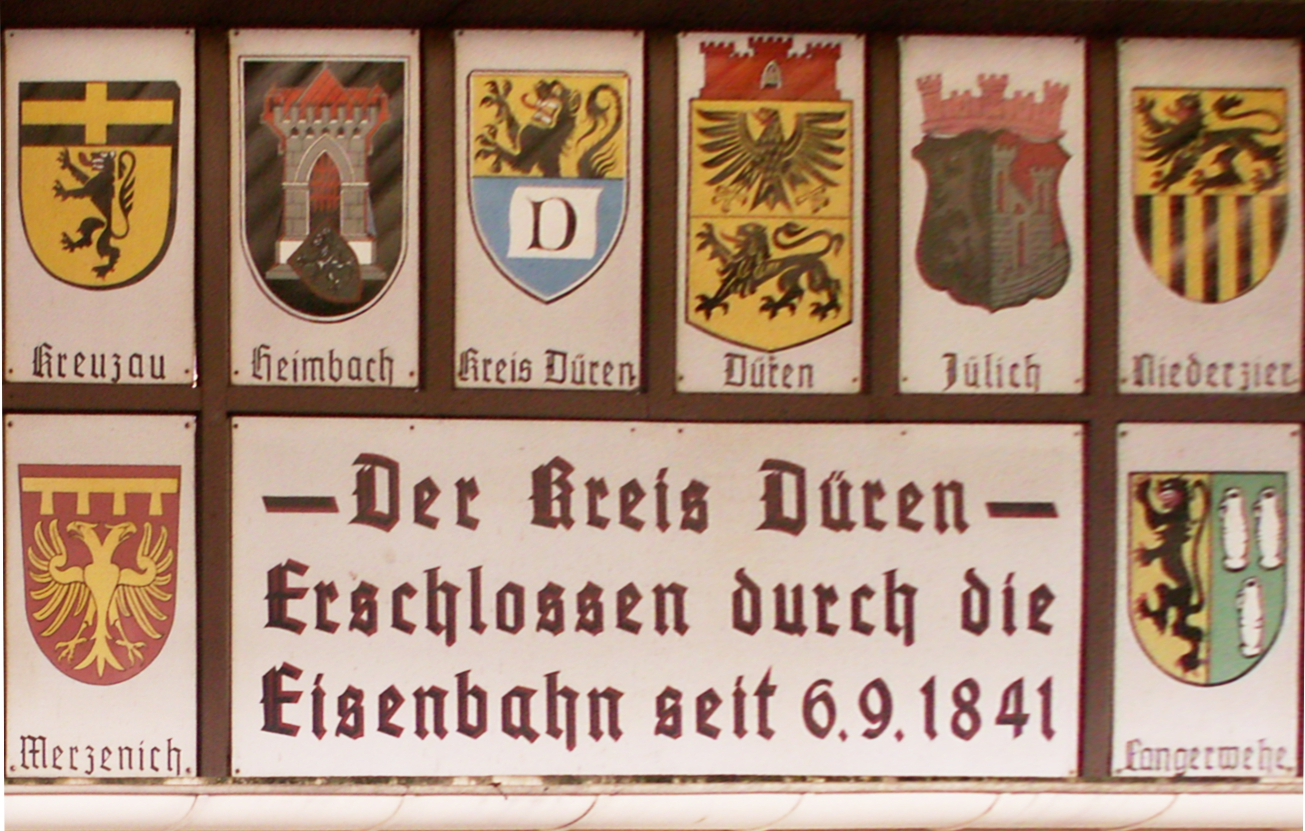
Historische Tafel am Bahnhof Düren zum Anschluss an die Eisenbahn im Jahr 1841

Düren hatte durch die Kriege und die Pestepidemien der vergangenen Jahrzehnte 1713 mit 1.800 Einwohnern die niedrigste Bevölkerungszahl der bisherigen Geschichte. Ende 1755 begann rund um Düren und Aachen eine Serie von Erdbeben, die am 18. Februar 1756 bei Düren ihren Höhepunkt mit einem Beben der Stärke 8 nach der Mercalliskala (dies entspricht in etwa 6,5 der Richterskala) erreichte und das stärkste bis dahin bekannte Erdbeben in Deutschland war. Die Stadtmauer bekam große Risse.
Nachdem französische Revolutionstruppen 1794 die linksrheinischen Länder besetzt hatten – Einmarsch in Düren am 2. Oktober 1794 –, war Düren von 1798 bis 1814 Hauptort des gleichnamigen Kantons im Arrondissement d’Aix-la-Chapelle des Départements de la Roer. Johann Heinrich Flügel wurde 1798 zum Präsidenten der Munizipalität des Kantons Düren ernannt und 1814/1815 erster preußischer Bürgermeister der Stadt Düren. Die nächsten drei Bürgermeister übten ihre Tätigkeit nebenberuflich aus. Infolge der Klosterschließungen im Rahmen der Säkularisation im Jahr 1802 gingen das Franziskanerkloster und das 1656 gegründete Kapuzinerkloster unter.
Nach dem Niedergang Napoleons wurde der König von Preußen aufgrund der Beschlüsse des Wiener Kongresses 1815 neuer Landesherr in der späteren Rheinprovinz.
Das Wirtschaftsleben im Dürener Raum wurde bereits seit dem 16. Jahrhundert durch die Papiererzeugung, das mit dem Gewandhaus verbundene Textilgewerbe (Tuchmacher) und die Metallverarbeitung bestimmt. Die Papier- und Textilproduktion wurden dabei durch das außergewöhnlich weiche Wasser der Rur begünstigt. Rütger von Scheven errichtete 1710 die erste Papiermühle in Düren, aus der die heutige Firma Kanzan Spezialpapiere hervorging. 1812 gab es in Düren schon 17 Papierfabriken, elf Tuch- und Deckenfabriken, ein Walzwerk und zwei Eisengießereien.
Seit 1841 erschloss die Rheinische Eisenbahn-Gesellschaft das Rheinland und das Ruhrgebiet mit einem Eisenbahnnetz und legte in Düren einen Knotenpunkt zwischen den vier Städten Aachen im Westen, Neuss in nördlicher Richtung, Köln und Bonn im Osten an. Industriebetriebe siedelten sich an und wuchsen rasch.
Zu den ältesten Familienunternehmen gehört das der Familie Schoeller, das sich bereits seit 1550 urkundlich nachweisen lässt. Johann Arnold Schoeller zog zur Zeit der napoleonischen Besatzung von der Eifel-Gemeinde Gemünd nach Düren und gründete eine Feintuchfabrik. Seine Tochter Catharina Schenkel richtete 1852 die Schenkel-Schoellersche Versorgungsanstalt ein, aus der das 1953 nach dem Krieg in Niederau neu aufgebaute Altenheim Schenkel-Schoeller-Stift hervorging. Mehrere Familienmitglieder gründeten im 18. und 19. Jahrhundert Unternehmen, die bis heute erhalten sind. 1784 errichtete Heinrich Wilhelm Schoeller die Papierfabrik Schoellershammer, die sich heute im Stadtteil Krauthausen befindet. Leopold Schoeller gründete 1842 eine Tuchfabrik und 1854 das Teppichkontor (die heutige Firma Anker Gebr. Schoeller in Birkesdorf), während er zugleich im europäischen Ausland erfolgreich war. Darüber hinaus war er in diversen Projekten auch sozial engagiert.
Eberhard Hoesch und sein Bruder Wilhelm kauften im November 1820 eine Eisenhütte im Stadtteil Lendersdorf, die sie ebenso betrieben wie ein Schneidwerk in Schneidhausen und die vom Vater gegründete Hütte Zweifallshammer. Wilhelms Sohn Leopold Hoesch übernahm die Leitung des Familienunternehmens und gründete in Dortmund die Hoesch AG, zu der Fabriken in Düren und der Eifel gehörten. Leopolds Sohn Eberhard Hoesch junior führte die Tradition fort. Außerdem finanzierte er den Bau des Stadttheaters und eines Museums, das nach seinem Vater benannt wurde. Leopolds Sohn Julius Hoesch wandte sich einer anderen Branche zu und wurde 1865 Chemikalienhändler.
Hubert Jakob Werners war ab 1868 der erste hauptberufliche Bürgermeister von Düren. 1880 zählte die Stadt 17.368 Einwohner, darunter 1.408 Evangelische und 252 Juden. Sie besaß fünf katholische und zwei evangelische Kirchen, eine Synagoge, ein katholisches Gymnasium, ein evangelisches Realprogymnasium, eine katholische Bürgerschule, eine paritätische und eine katholische höhere Töchterschule, eine gewerbliche Zeichenschule, eine Stadtbibliothek, die Provinzial-Blindenanstalt Düren, eine Irrenanstalt und ein Hospital. Es gab 93 fabrikmäßige Betriebe, insbesondere mehrere Papierfabriken, drei Tuchfabriken, eine Flachsspinnerei/Leinenweberei, Eisengießereien, Maschinenfabriken. In der Stadt wurden Nadeln, Zucker (siehe Zuckerfabrik Düren), Glas (siehe Peill & Putzler), Kunstwolle und Teppiche produziert. Außerdem gab es eine Bierbrauerei, Töpfereien, Braunkohlentagebau und Galmeigruben. Um 1900 galt Düren mit 27.000 Einwohnern als eine der wohlhabendsten Städte Deutschlands. Dort wohnten rund 50 Millionäre und die Fabrikanten prägten mit ihren Villen das Stadtbild.
Die Dürener Arbeiter organisierten sich um 1900 zur Verbesserung ihrer wirtschaftlichen und politischen Lage zunehmend in den Gewerkschaften und Parteien der deutschen Arbeiterbewegung. Das waren damals die Freien Gewerkschaften, der Fabrikarbeiterverband (FAV) und die Sozialdemokratische Partei Deutschlands (SPD).

### 20. und 21. Jahrhundert

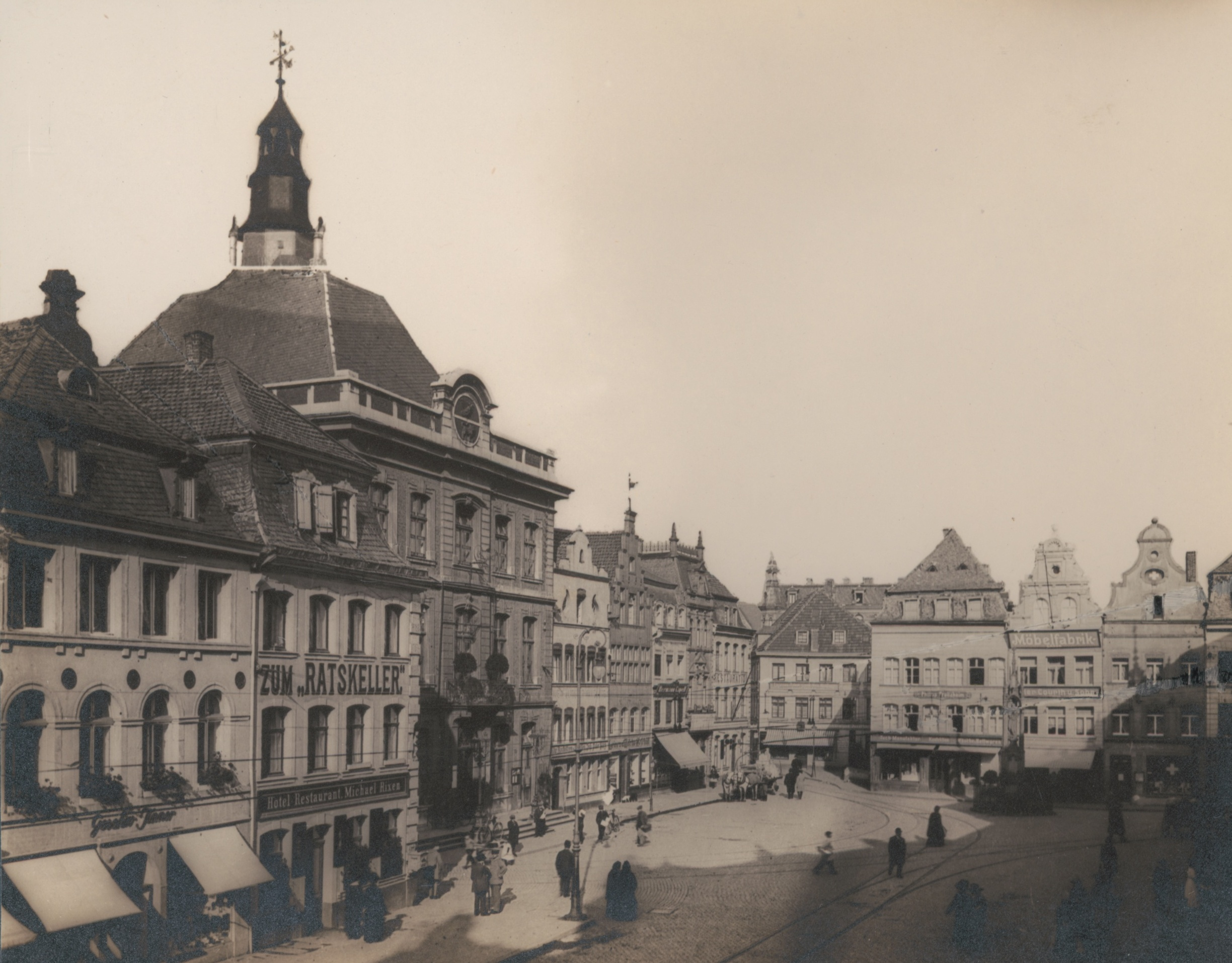
Marktplatz, 1915 fotografiert von Erwin Quedenfeldt

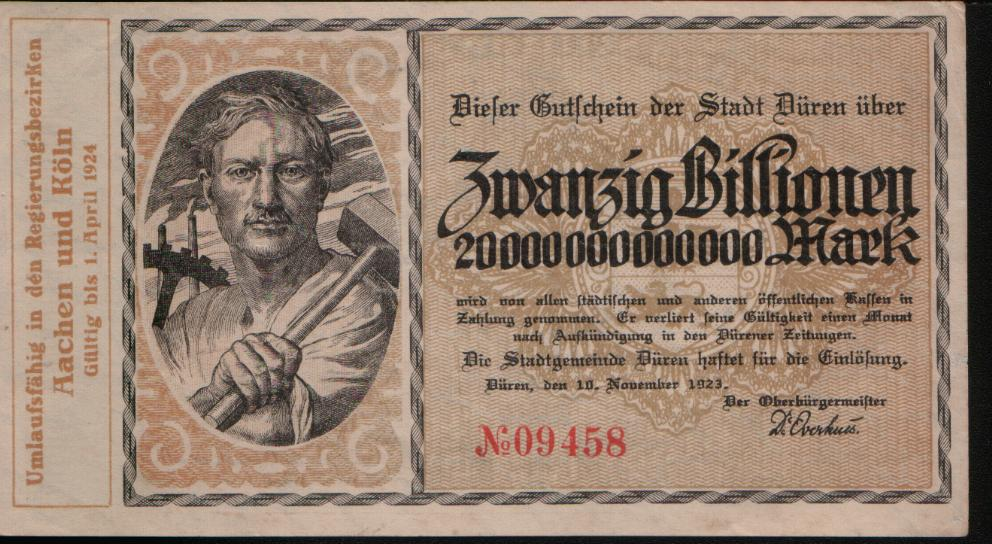
Notgeld der Stadt Düren über 20 Billionen Mark, Ausgabe 10. November 1923

In der Vorbereitung zum Ersten Weltkrieg hatte beim Schlieffen-Plan die Eisenbahn eine große Bedeutung und in diesem Zusammenhang entstand der Dürener Vorbahnhof. Während des Krieges wurde 1915 südlich von Distelrath für Zeppeline die Luftschiffhalle Düren gebaut, von der aus Frontfahrten nach Frankreich und England starteten. Die Bürger mussten für die Rüstung das gesamte Metall, Gold und Silber und die Kirchen einen Teil ihrer Glocken hergeben und die Goldwährung wurde durch Papiergeld ersetzt. Angesichts Inflation, die die Stadt mit eigenem Notgeld zu meistern versuchte.

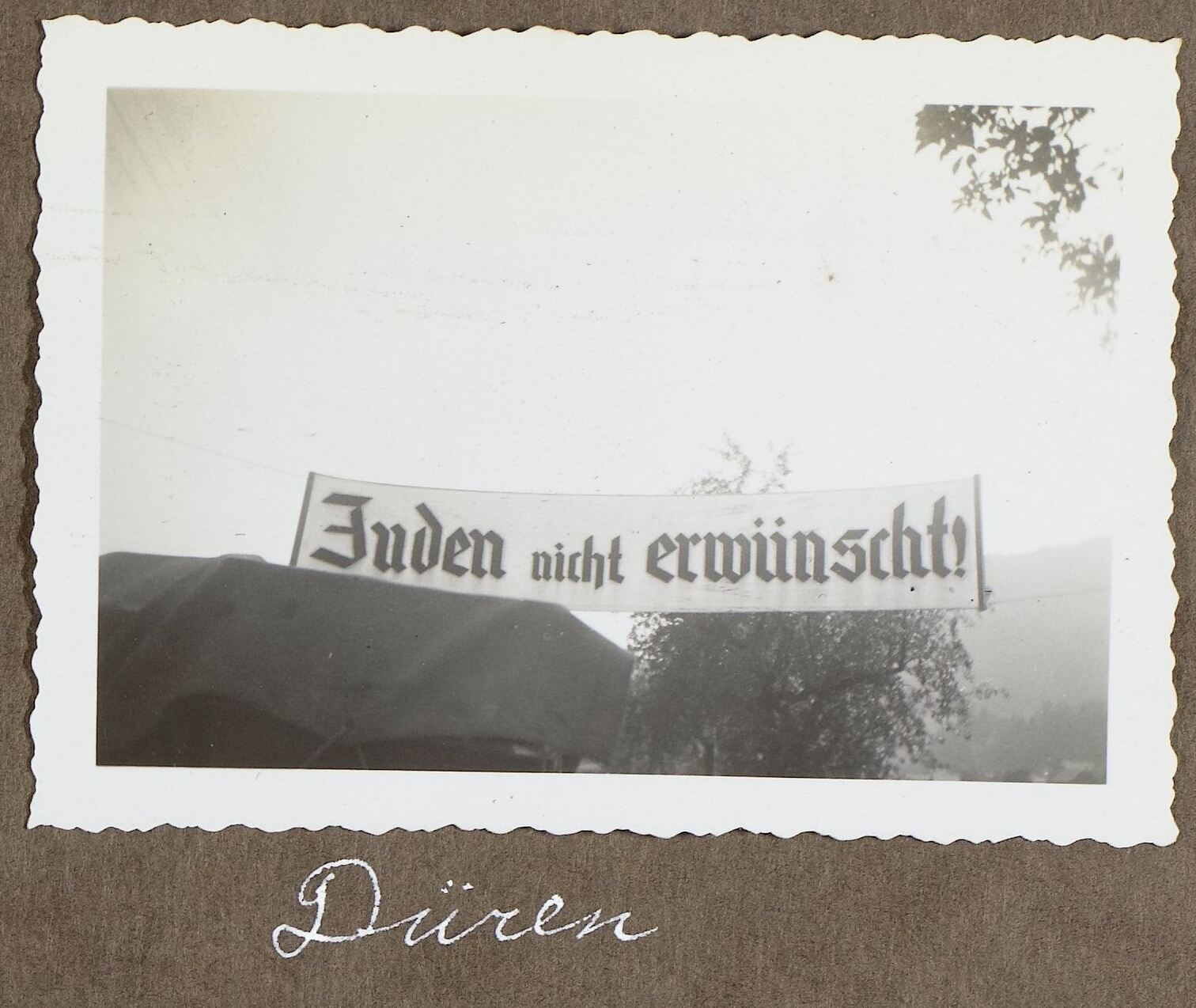
Antisemitisches Banner in Düren im August 1935

Nach Kriegsende kam es im Zusammenhang mit der Novemberrevolution am 9. November 1918 auch in Düren zur Gründung eines Arbeiter- und Soldatenrates. Die SPD verlor Mitglieder, während viele Menschen in die Kommunistische Partei Deutschlands (KPD) eintraten. Bis November 1919 war Düren von den Engländern und die folgenden zehn Jahre von den Franzosen besetzt. Statt revolutionärer Stimmung gab es einen großen Schwarzmarkt und Tauschhandel. Die Dürener feierten in dieser Zeit gerne und das Freizeitzentrum Burgau entstand. Die Zeit der Weimarer Republik bis 1933 war in Düren weiterhin von parteilichen Auseinandersetzungen geprägt. Hinzu kam die durch die Weltwirtschaftskrise verstärkte Massenarbeitslosigkeit mit sechs Millionen Arbeitslosen.
Nach Hitlers Machtergreifung am 30. Januar 1933 zwangen die Nationalsozialisten den amtierenden Oberbürgermeister Ernst Overhues aus dem Amt. Sie benannten Straßen und Plätze nach ihren Parteigrößen und beteiligten sich am Boykott gegen jüdische Geschäfte. Während der Novemberpogrome 1938 kam es wie überall im Deutschen Reich zu antijüdischen Gewalttaten, bei denen die Synagoge zerstört, Juden grundlos verhaftet und ihre Geschäfte geplündert und verwüstet wurden. Die Gerstenmühle diente damals als Sammellager für die Deportation der Juden.
Nachdem die Alliierten im Juni 1944 in der Operation Overlord in der Normandie gelandet waren, begannen im Juli 1944 die ersten großen alliierten Luftangriffe auf Düren. Anfang September 1944 näherten sich Briten und Amerikaner der deutschen Westgrenze, woraufhin ein großer Flüchtlingsstrom ostwärts über den Rhein einsetzte. Mitte September begann die planmäßige Evakuierung des Grenzgebiets. Viele Menschen aus der Zivilbevölkerung wollten bleiben und hofften auf das baldige Ende des NS-Staats und des Zweiten Weltkriegs. Im Oktober 1944 wurde das benachbarte Aachen als erste deutsche Stadt von den Alliierten eingenommen. Die Schlacht im Hürtgenwald, die nur wenige Kilometer von Düren entfernt stattfand, wurde zu einem der heftigsten Kämpfe des Zweiten Weltkriegs.
Ungefähr 22.000 Menschen befanden sich zu dieser Zeit noch in der inzwischen weiter gewachsenen Stadt Düren und lebten vor dem nahenden Artilleriebeschuss schutzsuchend zu 16 und 20 Personen in Kellern. Am 16. November 1944 warfen 474 Bomber der Royal Air Force in einem 21 Minuten dauernden Angriff 2751 Tonnen Bomben ab. Bei diesem schwersten und verheerendsten von insgesamt 51 nachgewiesenen Luftangriffen auf Düren der Alliierten im Zweiten Weltkrieg wurde die Stadt völlig zerstört. 3128 Menschen starben im Bombenhagel und unter den Trümmern: 2.404 Dürener Bürger, 398 auswärtige Personen und 326 Unbekannte. Von den 6431 Häusern in Düren blieben nur dreizehn unversehrt. Mehr als 1,5 Millionen Kubikmeter Trümmer bedeckten den Dürener Boden. Drei Tage nach dem verheerenden Bombenangriff ordnete der Reichsverteidigungskommissar die Räumung der Stadt an. Die Überlebenden mussten ihre Heimat verlassen und wurden nach Mitteldeutschland gebracht; nur vier Menschen blieben in der Stadt.

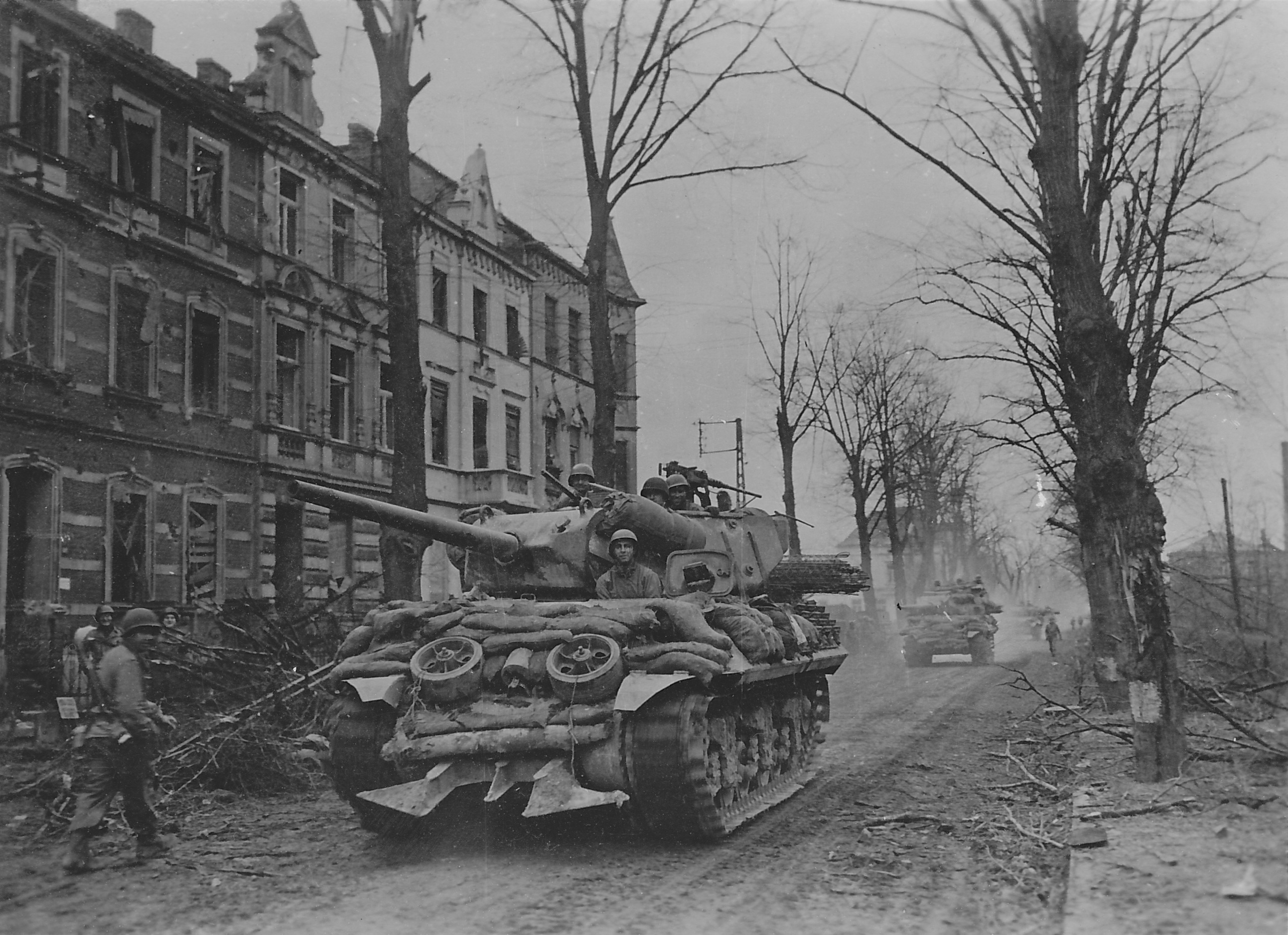
B-Kompanie des 644. Panzerzerstörer-Bataillons der 8. US-Infanteriedivision rückt in Düren ein (24. Februar 1945)

Nachfolgend lag Düren im Hauptabschnitt des alliierten Truppenaufmarschs gegen die Rurfront, die die deutsche Wehrmacht nördlich der Eifel entlang der Rur aufgestellt hatte. Am 25. Februar 1945 überquerten amerikanische Truppen nach heftigen Kämpfen den Fluss und errichteten eine Militärregierung mit Sitz im Amtsgericht Düren. Anfang März ernannten sie den Heizungsmonteur Alfred Stiegler, einen der wenigen in der Stadt verbliebenen Einwohner, zum Bürgermeister. Wenige Wochen nach der bedingungslosen Kapitulation der deutschen Wehrmacht übernahmen die Briten im Mai 1945 das Kommando.
Nach Kriegsende kehrten 1945 viele Dürener in ihre zerstörte Stadt zurück, bis Oktober kamen rund 27.000 Menschen. Nach der Entschuttung von Düren begann der Wiederaufbau der völlig zerstörten Gebäude. Während die Alliierten eine Neugründung der Stadt südlich der Trümmerberge favorisierten, waren die Dürener entschlossen, ihre Stadt am bisherigen Standort wieder aufzubauen. Die Dürener Innenstadt ist heute noch in hohem Maße von der Architektur der 1950er Jahre geprägt.
In der Zeit von 1943 bis 1952 gab es sieben verschiedene Bürgermeister in Düren und von 1893 bis 1976 gab es den Titel Oberbürgermeister. Im Zuge der kommunalen Neugliederung vergrößerte sich das Stadtgebiet am 1. Januar 1972 auf fast die vierfache Größe, als die bis dahin selbständigen Gemeinden Arnoldsweiler, Birgel, Birkesdorf, Derichsweiler, Echtz-Konzendorf, Gürzenich, Mariaweiler-Hoven und Merken sowie große Teile von Lendersdorf und Niederau eingegliedert wurde. Von 1976 bis 1997 war der Bürgermeister ein ehrenamtlich tätiger Bürger, der auch dem Rat vorstand. Die Verwaltung wurde in dieser Zeit gemäß der Gemeindeordnung für das Land Nordrhein-Westfalen von einem Oberstadtdirektor beziehungsweise Stadtdirektor geleitet.
Die umgebaute Pleußmühle und das Haus der Stadt wurden 1991 eröffnet, wodurch sich neue kulturelle Möglichkeiten ergaben. Mit diversen Städtepartnerschaften entwickelten sich internationale Beziehungen. Am 21. Oktober 2010 verlieh die Bundesregierung der Stadt Düren den Titel „Ort der Vielfalt“.

## Militär in Düren
Mit der Einweihung der Riemann-Kaserne im Kriegsjahr 1914 wurde Düren Garnisonsstandort. Am 31. März 1997 wurde der Garnisonsstandort Düren aufgegeben.
siehe dazu:
1992 zogen die letzten belgischen Soldaten aus der Panzer-Kaserne ab.

## Einwohnerentwicklung
Die Bevölkerungszahl wuchs im Mittelalter und der frühen Neuzeit nur langsam und ging aufgrund der zahlreichen Kriege, Seuchen und Hungersnöte immer wieder zurück. Mit Beginn der Industrialisierung im 19. Jahrhundert beschleunigte sich das Bevölkerungswachstum. Lebten 1805 erst 4563 Menschen in der Stadt, so waren es 1900 bereits 27.168. Bis 1939 stieg die Einwohnerzahl auf über 45.000, sank dann aber durch die Auswirkungen des Zweiten Weltkriegs bis Juni 1945 auf nur noch 3806. Nach dem Bombenangriff vom 16. November 1944 lebten am 1. März 1945 nur noch vier deutsche Einwohner in der Stadt, mit Zwangsarbeitern etc. waren es 21 Personen. Am 1. April war die Einwohnerzahl auf 180 gestiegen und am 1. Mai 1945 waren es bereits 1218 Personen. Im Dezember 1945 erhöhte sich die Zahl auf 25.000 Einwohner und 1958 waren es mit 45.000 wieder so viele wie vor dem Krieg. Durch Eingemeindungen mehrerer Orte in der Umgebung wuchs die Einwohnerzahl der Stadt am 1. Januar 1972 um 35.522 auf 89.087.
Am 31. Dezember 2007 erreichte sie mit 92.945 ihren historischen Höchststand. Sie war damit in zwanzig Jahren um gut 10.000 gestiegen. Der Demografiemonitor 2020 gibt für 2019 mit 92.882 Einwohnern eine etwas höhere Zahl als die Landesdatenbank NRW an. Die Verteilung der Geschlechter ist dabei mit 46.385 männlichen und 46.497 weiblichen Einwohnern sehr ausgeglichen und 16.142 Dürener (17,4 %) sind minderjährig. Die Bevölkerungsdichte ist mit 1067 Einwohnern je km² im Vergleich mit ähnlich großen Städten überdurchschnittlich. In den letzten Jahren gab es jeweils ein Geburtendefizit, das meistens zwischen 150 und 200 lag. Die größte Differenz entstand 2013 bei 746 Geburten gegenüber 1.072 Todesfällen (−326). 2018 gab es 962 Geburten und 1156 Sterbefälle (−194). Auch in Düren zeigt sich die allgemeine demografische Entwicklung, wonach der Anteil der älteren Menschen steigt: 25.308 Dürener (27,2 %) sind mindestens 60 Jahre alt. Das Durchschnittsalter beträgt 43 Jahre (Median 44), wobei der Altersschnitt in Birgel (49 Jahre) sowie Kufferath und Konzendorf (jeweils 47) am höchsten und in der Wörthsiedlung (39) und im nordwestlichen Stadtkern (37) am niedrigsten ist. In Düren umfassen 44 % der Haushalte eine Person und 31 % zwei Personen.
Der größte Zuzug der letzten Jahre war 2015, also zu Beginn der allgemeinen Flüchtlingskrise, mit 7.091 Zugezogenen gegenüber 5.642 Fortgezogenen zu verzeichnen. 2019 zogen 591 mehr Menschen nach Düren als von dort weg. Bei der Aufteilung der Zugezogenen nach Gemeinden kamen 2018 die meisten neuen Einwohner aus Bonn, Köln, dem Rhein-Erft-Kreis sowie den Nachbargemeinden Kreuzau, Merzenich und Niederzier. Bei der Fortwanderung sind neben den Nachbarorten die nächsten Großstädte Köln und Aachen die bevorzugten Ziele. 16.696 Menschen in Düren (18 %) sind Ausländer; die meisten von ihnen stammen aus der Türkei (24 %), Rumänien (11 %), Polen und Syrien (jeweils 7 %).

## Religion

### Katholische Kirche

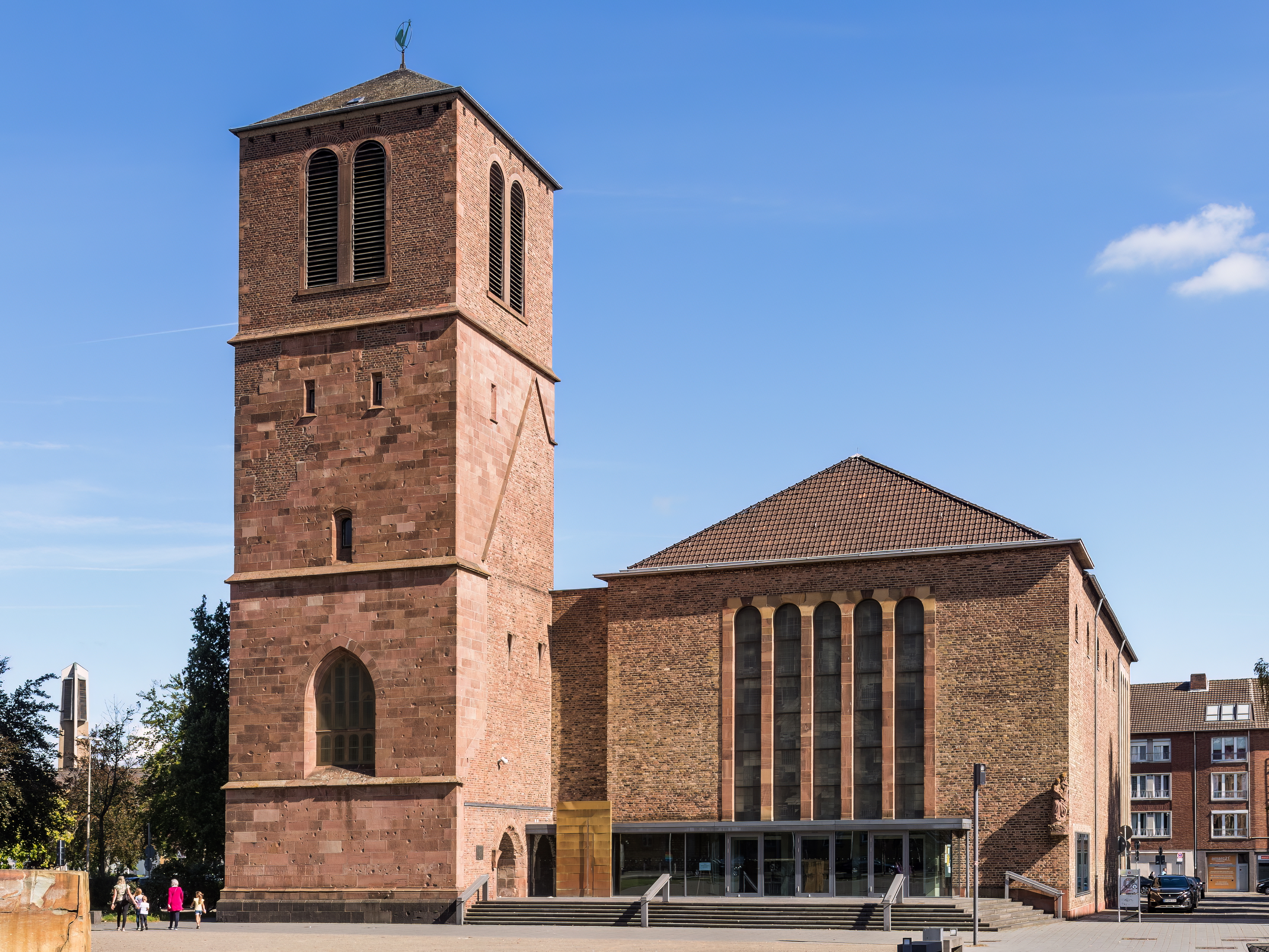
Marienkirche

Die katholischen Gemeinden in Düren sind zu drei Gemeinschaften der Gemeinden (GdG) zusammengefasst. Die GdG St. Lukas, die 2010 gegründet wurde. Die zentrale Kirche ist St. Anna und zur GdG gehört auch die Grabes- und Auferstehungskirche St. Cyriakus. Zur GdG St. Elisabeth, die 2003 entstand, gehören die Gemeinden der westlichen Stadtteile. Im Norden gibt es die GdG St. Franziskus.
Außerdem sind drei katholische Ordensgemeinschaften in Düren ansässig. Die Karmelitinnen kamen aus den Niederlanden in ihr Dürener Kloster an der Kölner Landstraße. Zu ihrer Unterstützung existiert seit 2004 ein Förderverein. Die Cellitinnen von der Hl. Gertrud haben ihren Sitz im Marienkloster in Niederau und widmen sich im angrenzenden Seniorenheim und zwei weiteren Einrichtungen in der Innenstadt ihrer pflegerischen Arbeit. Die Ursulinen kümmerten sich um das Schulwesen. Sie wurden Ende des 19. Jahrhunderts vorübergehend aus der Stadt vertrieben.

### Evangelische Kirche
Die Evangelische Gemeinde zu Düren umfasst ein Gebiet, das weit über die Stadt hinausreicht und auch den südlichen Kreis Düren und den Rhein-Erft-Kreis einschließt. 21.000 Mitglieder in neun Bezirken gehören dazu.

### Freikirchen und sonstige christliche Bekenntnisse
- Die Neuapostolische Kirche betreibt ein Gemeindezentrum an der Euskirchener Straße.[68] Die Apostolische Gemeinschaft hat ihr Gemeindezentrum seit den 1960er Jahren an der Bücklersstraße.[69]
- Zu den evangelischen Freikirchen gehören eine Freie evangelische Gemeinde,[70] Baptisten,[71] Evangeliumschristen-Baptisten,[72] zwei Brüdergemeinden,[73][74] eine Pfingstgemeinde[75] u. a.[76]
- Zu den sonstigen religiösen Gemeinschaften in der Stadt gehören die Zeugen Jehovas.[76]

### Islam
Die Muslime sind vor allem in Düren-Nord zuhause. Ihr Gemeindezentrum ist die Fatih-Moschee an der Veldener Straße, die vom Verein DİTİB betrieben wird. Die Hicret-Moschee gehört zum Dachverband IGMG und Düren Camii zum VIKZ; beide sind an der Kölner Landstraße angesiedelt. Hinzu kommen vier weiteren Moscheen ohne Zuordnung.

### Judentum
Die Juden haben seit der Pogromnacht, in der die damalige Synagoge zerstört wurde, keine eigene Gebetsstätte mehr in Düren und sind in der Jüdischen Gemeinde Aachen organisiert.

## Politik

### Stadtrat und Verwaltung

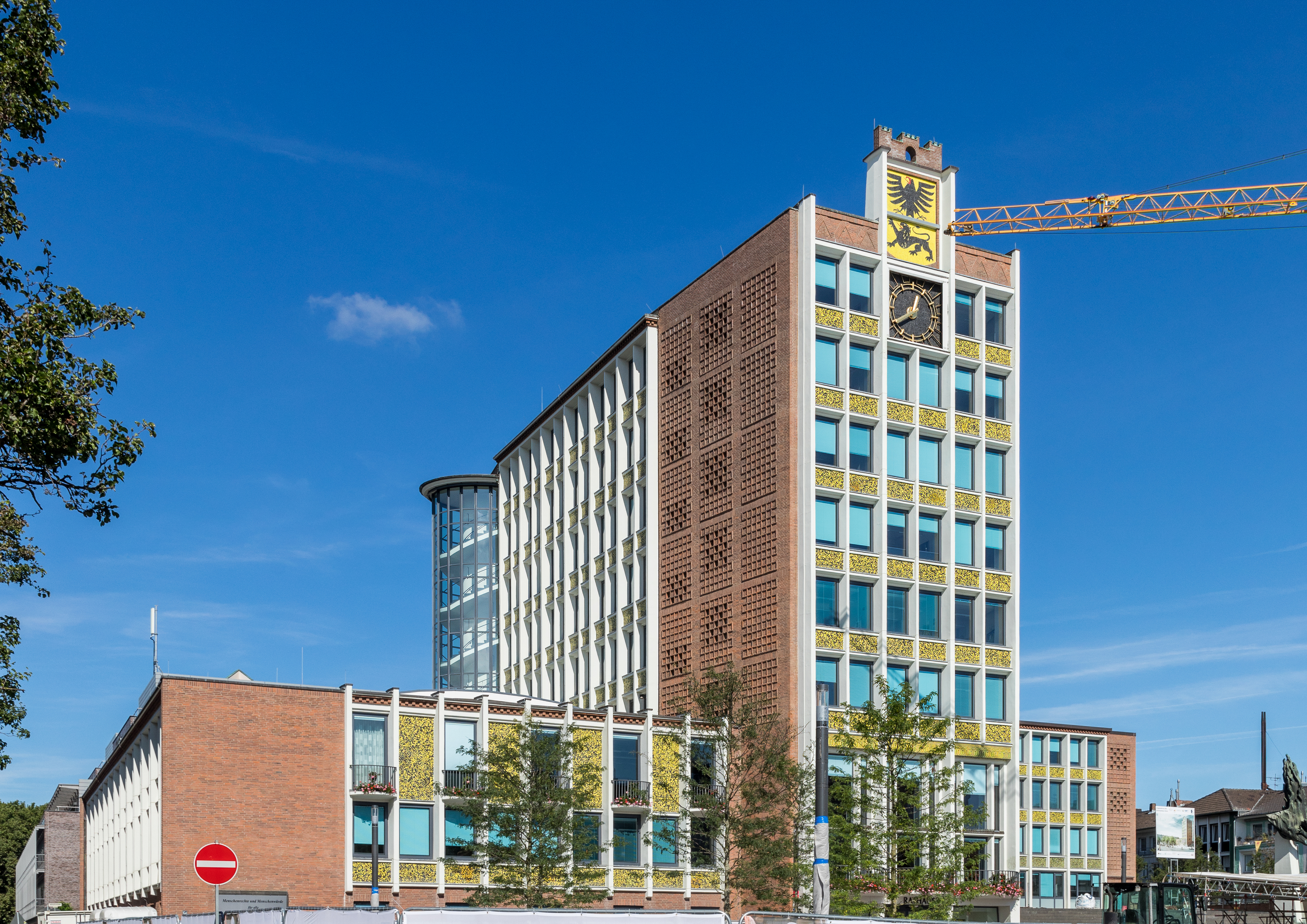
Das Dürener Rathaus

Dem Dürener Stadtrat gehören in der 15. Wahlperiode (2020–2025) neben dem Bürgermeister 52 Mitglieder an. Die letzte Wahl fand am 13. September 2020 statt. Derzeit sind acht Parteien und ein unabhängiges Mitglied im Rat vertreten. Davon entfallen 17 Sitze auf die CDU, 15 Sitze auf die SPD und neun Sitze auf die Grünen. Die AfD kommt auf vier und die FDP und die Bürger für Düren auf jeweils zwei Mandate. Außerdem sind jeweils ein Abgeordneter der Linkspartei und der Piraten sowie ein parteiloser Einzelbewerber vertreten. Die drei einzelnen Abgeordneten haben sich nach der Wahl zur Fraktion Bunte Liste zusammengeschlossen. Seit November 2020 regiert die Koalition „Zukunft Düren“ aus SPD, Grünen, den Bürgern für Düren und der Bunten Liste. In der vorherigen Wahlperiode 2014–2020 regierte eine Koalition aus SPD, Grünen, FDP und der Linkspartei, die als „Ampel plus“ bezeichnet wurde.

### Bürgermeister und Stadtdirektoren
Alle Amtsinhaber sind in der Liste von Persönlichkeiten der Stadt Düren aufgeführt.
Der Bürgermeister ist gleichzeitig Leiter der Verwaltung mit vier Dezernaten, in denen die Ämter zusammengefasst sind. Zum Dezernat I gehören die Bereiche Personal, Jugend, Schule, Sport, Kultur, Integration und Wirtschaftsförderung. Für die Bereiche Allgemeine Verwaltung, Finanzen, Wirtschaft und Soziales ist der Erste Beigeordnete und Kämmerer in Dezernat II zuständig. Der technische Beigeordnete leitet das Dezernat III das für Planen und Bauen sowie die Stadtentwässerung und den Dürener Service-Betrieb (DSB) zuständig ist. Das Dezernat IV kümmert sich um Recht, Sicherheit und Bürgerservice. Die politische Arbeit findet in den Bezirks- und Fachausschüssen sowie Beiräten für Inklusion, Integration und Senioren statt.
Bürgermeister der Stadt Düren ist seit November 2020 Frank Peter Ullrich (SPD). Er erzielte im ersten Wahlgang der Kommunalwahl 2020 das beste Ergebnis von fünf Kandidaten, bevor er sich in der Stichwahl am 27. September 2020 mit 69,77 % gegen Thomas Floßdorf (CDU) durchsetzte. Der Vize-Bürgermeister ist Rolf Peter Hohn von der CDU als stärkster Ratsfraktion. Weitere Stellvertreter sind Andreas Isecke (SPD) und Georg Schmitz (Grüne). Ullrichs Vorgänger Paul Larue trat nach 21 Jahren Amtszeit nicht mehr an.
Bis 1998 war die politische Leitung der Stadt, resultierend aus der Zeit der britischen Besatzung, auf einen ehrenamtlichen Bürgermeister und einen Stadtdirektor aufgeteilt. Vor dem Zweiten Weltkrieg wurde dem Bürgermeister regelmäßig der Ehrentitel Oberbürgermeister verliehen. Danach gab es von 1946 bis 1979 in Düren Oberbürgermeister. Entsprechend gab es auch von 1946 bis 1986 Oberstadtdirektoren. Seit dem 3. Juni 1998 ist der hauptamtliche Bürgermeister gleichzeitig Vorsitzender des Stadtrats und Leiter der Verwaltung.

### Wappen und Logo
| Wappen der Stadt Düren | Blasonierung: „Das Wappen der Stadt Düren ist geteilt und zeigt oben in Gold einen rot bewehrten schwarzen Adler, unten in Gold einen schreitenden rot gezungten schwarzen Löwen.“ |
| Wappen der Stadt Düren | Wappenbegründung: Der Adler erinnert an die alte Königs- und spätere freie Reichsstadt. Der Löwe im unteren Feld symbolisiert die Jülicher Herrschaft.                             |

Zuvor gab es bereits ein Siegel, das den König mit der Stadtmauer zeigt und eine lateinische Aufschrift trägt: HOC EST REGALE SIGILLVM OPIDI DVRENSIS („Dies ist das königliche Siegel der Stadt Düren“).
Das Wappen ist auch oben rechts im Logo der Stadt Düren enthalten, das in den gleichen Farben (schwarz, rot, gold) gestaltet ist. Unter dem Namen der Stadt steht das heutige Motto „lebendig, offen, mittendrin“.

### Städtepartnerschaften
| Ort              | Region          | Land                    | Beginn |
| ---------------- | --------------- | ----------------------- | ------ |
| Altmünster       | Gmunden         | Österreich              | 1971   |
| Cormeilles       | Normandie       | Frankreich              | 1970   |
| Ereğli           | Zonguldak       | Türkei                  | 2009   |
| Gradačac         | Tuzla           | Bosnien und Herzegowina | 2001   |
| Jinhua           | Zhejiang        | Volksrepublik China     | 2002   |
| Lechbruck am See | Ostallgäu       | Deutschland             | 2012   |
| Stryj            | Lwiw            | Ukraine                 | 2001   |
| Valenciennes     | Hauts-de-France | Frankreich              | 1959   |

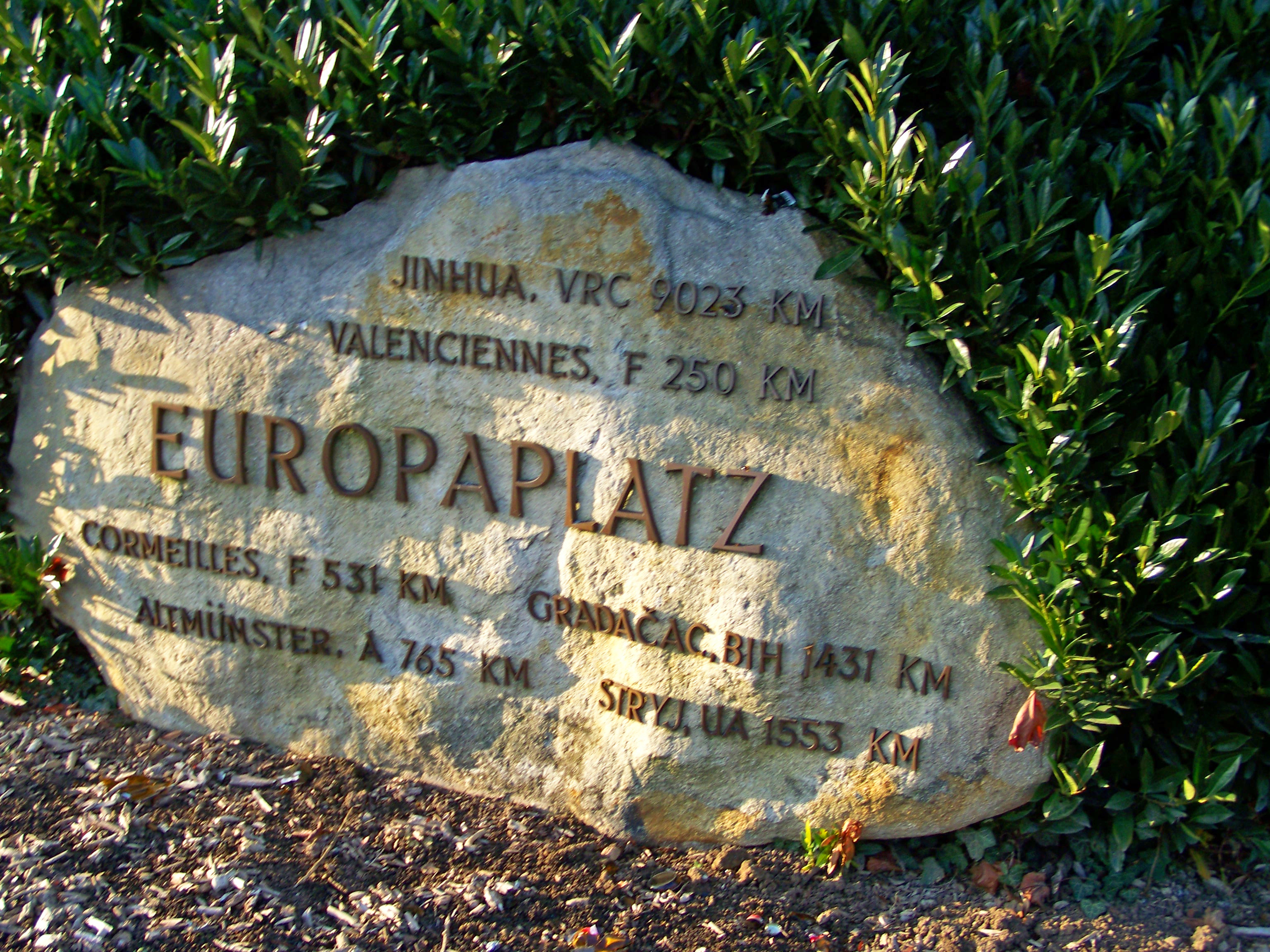
Gedenkstein am Europaplatz

Düren hat acht Partnerstädte. Die ersten Beziehungen knüpfte die Stadt im Jahre 1959 mit dem französischen Valenciennes und leistete damit einen Beitrag zur Versöhnung der beiden Staaten nach dem Zweiten Weltkrieg. Noch heute pflegen viele Vereine Kontakte mit der rund 250 Kilometer entfernten Stadt im Département Nord und es gibt einen regelmäßigen Schüleraustausch. Cormeilles wurde im Juni 1970 die zweite Partnerstadt aus dem Nachbarland. Der Kontakt kam durch eine Tanzgruppe des TV Arnoldsweiler zustande, die die Gäste aus der Normandie jedes Jahr zum Karneval einlädt und zu Christi Himmelfahrt besucht. Am 23. Dezember 1971 unterzeichnete der Dürener Bürgermeister eine Partnerschaftsurkunde mit der österreichischen Marktgemeinde Altmünster am Traunsee. Der Niederauer Männergesangverein blickt auf eine langjährige Freundschaft mit dem Musikverein Neukirchen zurück. Straßen in den Partnerstädten sind jeweils nach den Orten benannt und es gibt viele gegenseitige Besuche.
Im 21. Jahrhundert richtete sich der Blick in Richtung Osten. Im August 2001 wurde die Partnerschaft mit der bosnischen Stadt Gradačac besiegelt, die wie Düren unter den Auswirkungen eines Krieges zu leiden hatte und nun einen Stadtteil nach dem deutschen Partner benannt hat. Die Dürener beherbergten Mitte der 1990er Jahre Kriegsflüchtlinge von dort und leisteten anschließend Hilfe beim Wiederaufbau. Einen Monat nach der Partnerschaft mit den Bosniern kam die ukrainische Stadt Stryj hinzu, wo Mitarbeiter des St.-Augustinus-Krankenhauses medizinische Hilfe leisteten. Heute kommt die Partnerschaft unter anderem jungen Ukrainern zugute, die in Dürener Betrieben Praktika absolvieren können. Seit Oktober 2002 ist das chinesische Jinhua die am weitesten entfernte Partnerstadt Dürens. Die Kontakte entstanden nach einem Auftritt eines Dürener Jugend-Jazzorchesters in der 300 Kilometer südlich von Shanghai gelegenen Stadt. Am 17. September 2009 wurde mit einer Urkunde die jüngste Städtepartnerschaft mit der am Schwarzen Meer gelegenen türkischen Stadt Karadeniz Ereğli besiegelt. Sie kam durch von dort stammende Dürener zustande.
Im August 2013 unterzeichnete der Stadtrat außerdem einen Freundschaftsvertrag zwischen dem Stadtteil Lendersdorf und der Gemeinde Lechbruck am See im Ostallgäu. Besonders präsent sind die Partnerstädte jedes Jahr beim Dürener Stadtfest, wo sie sich mit Musik- und Tanzaufführungen präsentieren.

### Patenschaften
Am 22. April 1959 wurde in Cuxhaven das Minensuchboot Düren getauft und eine entsprechende Patenschaft begründet. Sie bestand bis zum Jahr 2000, in dem das Schiff aus dem Dienst der Deutschen Marine ausschied.
Eine neue Patenschaft begann im September 2002 mit der Taufe eines Lufthansa Airbus A340 mit der Kennung D-AIGX auf den Namen „Düren“. Seit 2019 trägt ein Airbus A321neo der Lufthansa mit der Kennung D-AIED den Taufnamen der Stadt.

## Kultur und Sehenswürdigkeiten

### Museen

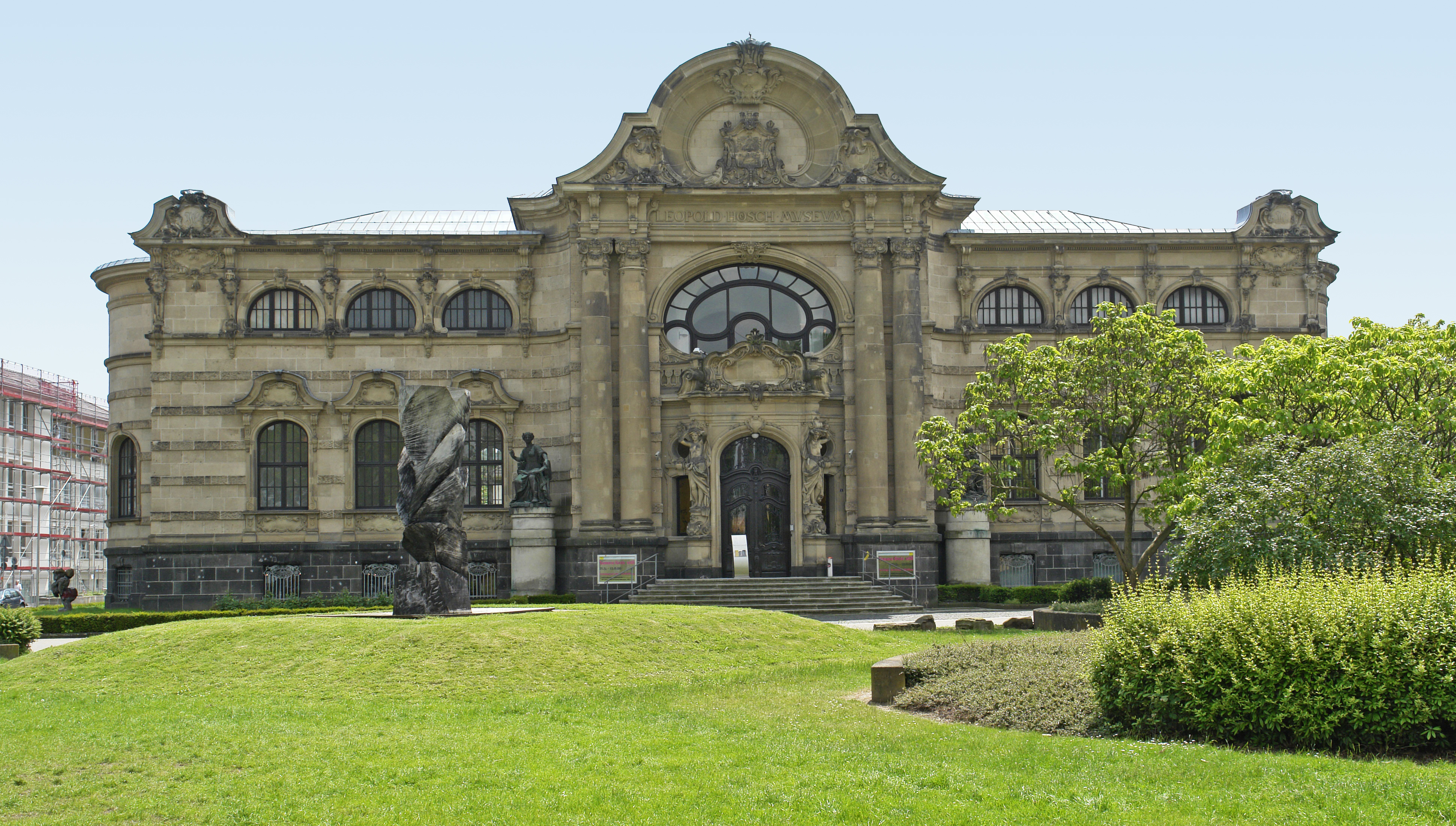
Leopold-Hoesch-Museum

Das bekannteste Museum der Stadt Düren ist das nach dem Vater seines Stifters benannte Leopold-Hoesch-Museum. Das 1905 im Neobarock errichtete Gebäude zeigt wechselnde Ausstellungen zeitgenössischer Kunst, unter anderem mit expressionistischen Gemälden. Seit 1986 sind dort auch Kunstwerke der internationalen Biennale PaperArt zu sehen.
Bei dieser Ausstellung kooperiert das Leopold-Hoesch-Museum mit dem benachbarten Papiermuseum Düren. Dort wird seit 1990 die Geschichte, Herstellung und vielfältige Verwendung des Papiers, das in der industriellen Entwicklung der Stadt seit dem 16. Jahrhundert eine große Rolle spielt, demonstriert. Im September 2018 wurde das Museum nach einer Renovierung und Umgestaltung wiedereröffnet.
Das jüngste Museum der Stadt ist das 2009 gegründete Stadtmuseum Düren in der Arnoldsweilerstraße. Dieses Museum widmet sich in seiner ständigen Ausstellung der Stadtgeschichte. Neben der Dauerausstellung gibt es Aktionen zu bestimmten Epochen oder Themen wie Migration. Außerdem arbeitet das Museum an digitalen 3D-Modellen mit historischen Ansichten der Stadt.
Dass die Dürener gerne Karneval feiern, lässt sich nicht nur in der „fünften Jahreszeit“ beobachten. Seit 2006 gibt es im ehemaligen Schwesternwohnheim des St. Augustinus-Krankenhauses im Stadtteil Lendersdorf ein Karnevalsmuseum, das schon 1994 von der Dürener Regionalgruppe des Bundes Deutscher Karneval gegründet worden und zuvor in Niederzier untergebracht war. Es wird von vielen Karnevalsgesellschaften der Region genutzt.

### Theater, Musik und weitere Unterhaltung

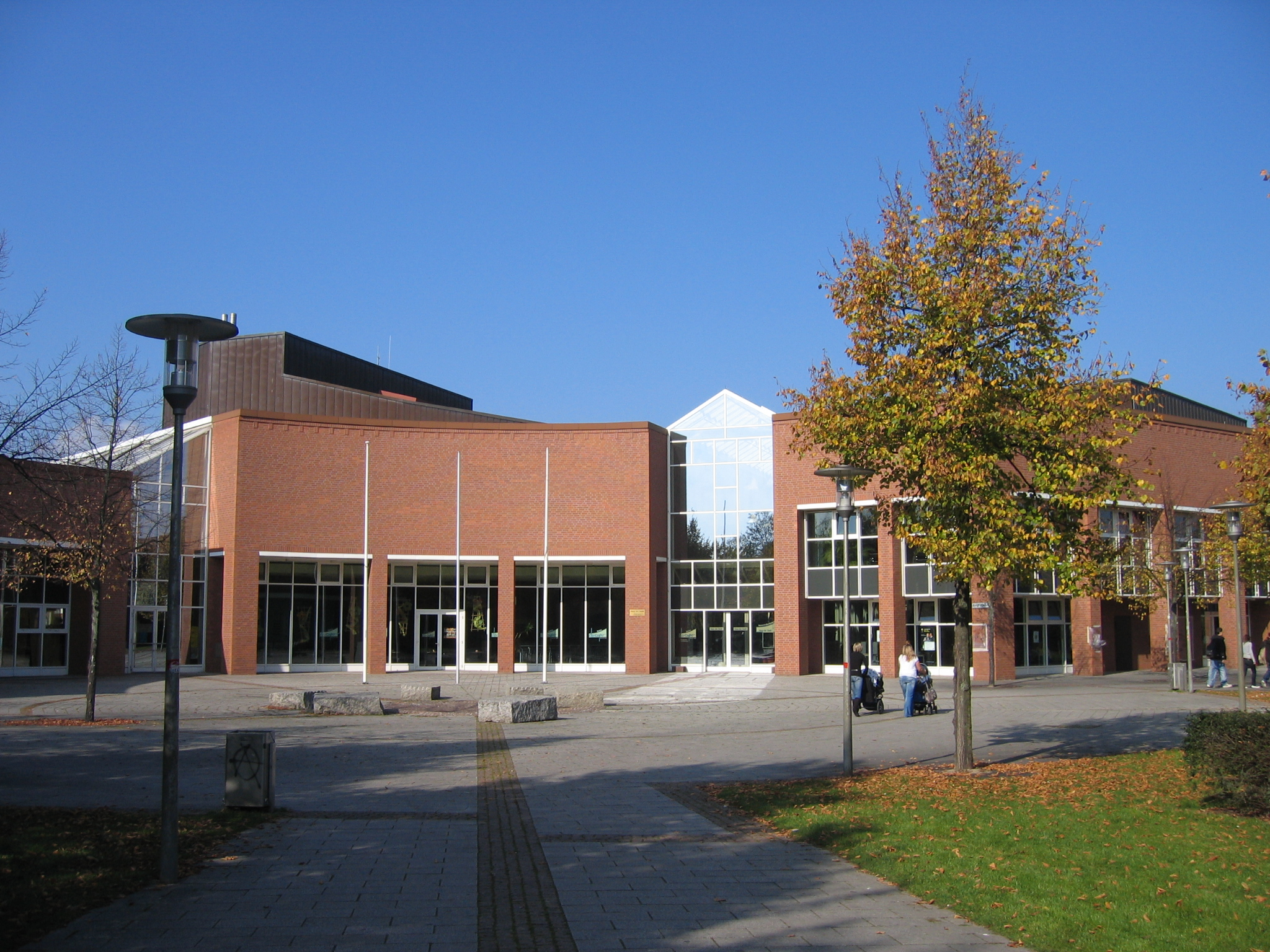
Haus der Stadt Düren

Das Stadttheater Düren wurde im Januar 1907 gegenüber dem Leopold-Hoesch-Museum eröffnet. Das Jugendstil-Gebäude, in dem viele bekannte Ensembles auftraten, wurde bei den Bombenangriffen am 16. November 1944 fast vollständig zerstört und 1952 abgerissen. Heute finden solche kulturellen Aufführungen meistens im Haus der Stadt statt. Dieser Mehrzweckbau in der Nähe des Bahnhofs ist seit 1991 Nachfolger der Stadthalle. Die Stadthalle diente viele Jahrzehnte lang als Schauplatz für Konzerte, Karneval und ähnliche Veranstaltungen, wurde aber baufällig und schließlich 2015 abgerissen.
Als Veranstaltungsort für große Konzerte dient seit 2004 die multifunktionale Arena Kreis Düren, die rund 2000 Zuschauern Platz bietet. Im kleineren Rahmen bietet das Jugend- und Kulturzentrum Komm, das sich in der Pleußmühle, einer alten Getreidemühle mit Ursprüngen im 13. Jahrhundert, befindet, mehrmals pro Woche Musik, Kabarett und Theater. In der ehemaligen Fabrik der Dürener Metallwerke ist seit mehreren Jahrzehnten die EndArt beheimatet, wo Partys für Jugendliche und Anhänger der Musik der 1970er bis 90er Jahre sowie diverse Konzerte stattfinden. Vor allem der klassischen Musik widmet sich seit 1994 das Konzertforum Cappella Villa Duria.
Seit 1991 finden jährlich die Dürener Jazztage mit Konzerten an verschiedenen Orten und einer „Kneipentour“ statt. Am Dürener Badesee werden im Sommer ebenfalls regelmäßig Konzerte veranstaltet, bei denen u. a. R.E.M. und Peter Fox auftraten. 1998 entstand eine Brassband, die als eine von insgesamt elf deutschen Brassbands in original englischer Besetzung spielt und seit 2015 den Summer Brass veranstaltet.
Theateraufführungen werden vor allem im Haus der Stadt gezeigt. An mehreren Schulen in Düren gibt es Theatergruppen; dazu gehören das „Junge Theater“ des Gymnasiums am Wirteltor und die Theater-AG des Burgau-Gymnasiums.
In Düren gab es früher viele Kinos. Heute gibt es ein großes, modernes Kino an der Fritz-Erler-Straße mit insgesamt acht Sälen, das 2013 vom heutigen Betreiber übernommen wurde.

### Regelmäßige Veranstaltungen

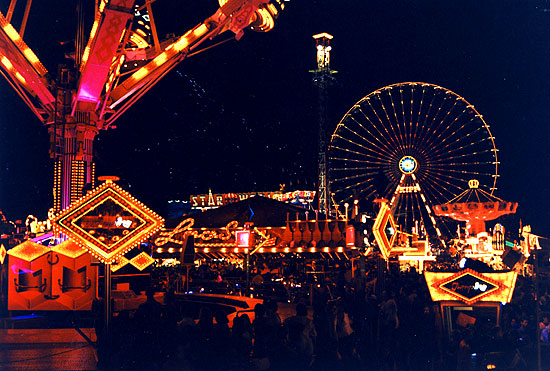
Annakirmes mit Beleuchtung

Die Annakirmes entstand aus einem Jahrmarkt von Schaustellern, der sich an Pilger richtete, die zur Verehrung des Annahauptes nach Düren kamen. Sie findet stets um den 26. Juli herum statt, dem Tag, den Papst Gregor XIII. 1584 als Gedenktag der heiligen Anna bestimmte. Sie entwickelte sich mit rund einer Million Besuchern zu einem der größten Volksfeste in Deutschland. Zum neuntägigen Spektakel gehört neben zahlreichen Fahrgeschäften und Imbissbuden und Konzerten im Festzelt die Weltmeisterschaft im Kirschkernweitspucken. Parallel zum Rummel feiern die Katholiken in St. Anna die Annaoktav. Der historische Annamarkt, der seit 2001 alle paar Jahre stattfindet, erinnert ebenfalls an die Zeit am Anfang des 16. Jahrhunderts, in der das Annahaupt und prominente Pilger wie Kaiser Karl V. und Albrecht Dürer nach Düren kamen.
Aus der Geschichte mit den Pilgern entstand auch Dürens Tradition als „Stadt der Märkte“. Neben dem Wochenmarkt und jahreszeitlichen Angeboten wie Mai-, Herbst- und Weihnachtsmarkt gibt es jedes Jahr einen Trödelmarkt und einen Biermarkt. Die jüngste Entwicklung ist der Schlemmermarkt als Streetfood-Festival, das seit 2018 im Sommer monatlich stattfindet.
Seit 1979 veranstaltet die IG City alljährlich an einem Wochenende im September das Stadtfest. Neben Konzerten sind die Präsentationen der Partnerstädte und eine „Vereinsmeile“ fester Bestandteil. Anfang November findet außerdem die Aktion „Düren leuchtet“, bei der Lichtprojektionen und Leuchtelemente die Innenstadt schmücken und ein Late-Night-Shopping möglich ist.
Wie im gesamten Rheinland wird in Düren der Karneval gefeiert. Die Prinzengarde wurde 1954 gegründet. Am Karnevalssonntag bewegt sich der Karnevalsumzug mit dem Prinzenpaar durch die Innenstadt. Viele Stadtteile haben eigene Karnevalsgesellschaften, die Sitzungen und Umzüge veranstalten.

### Bauwerke

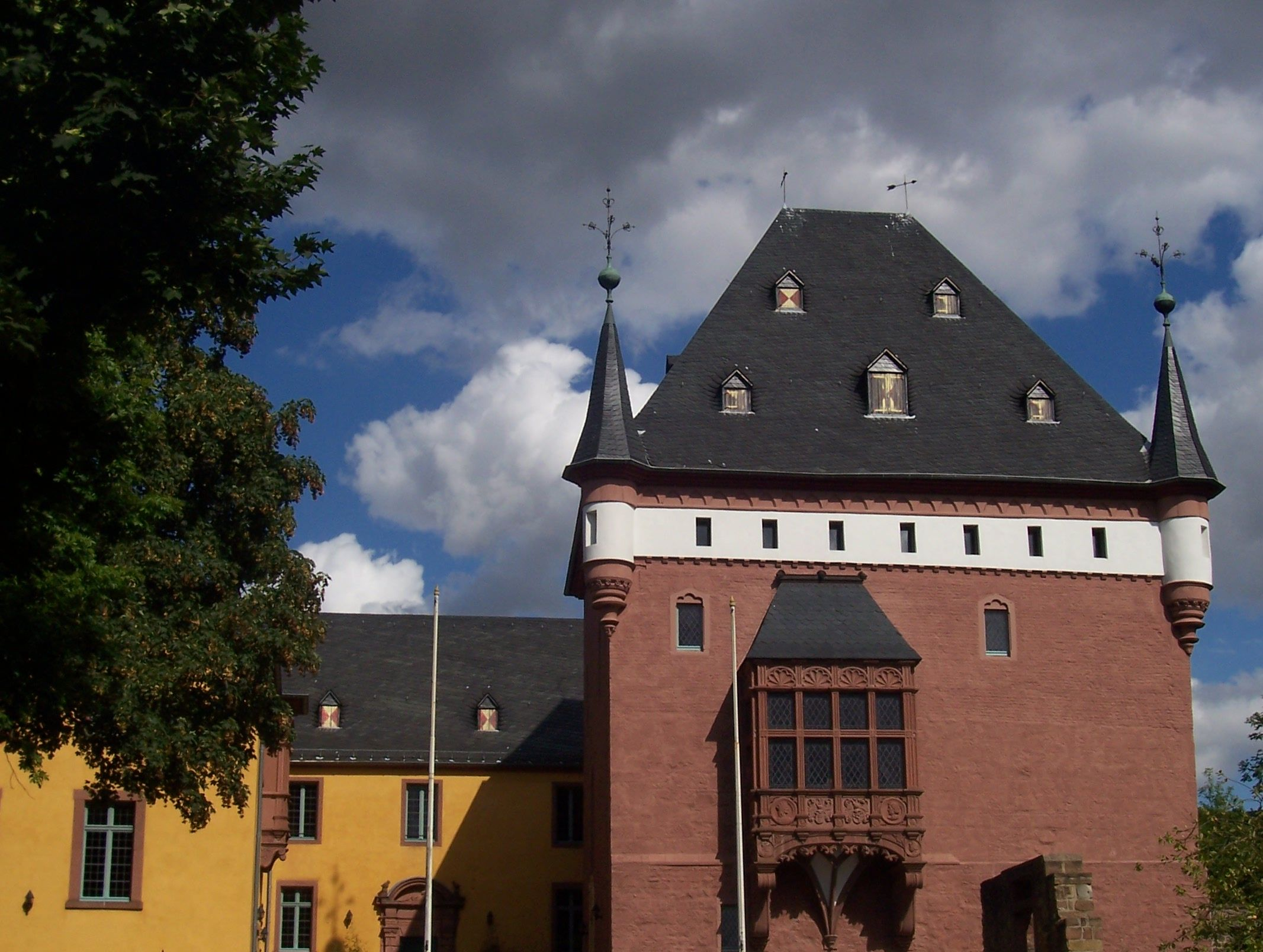
Schloss Burgau

Das Schloss Burgau steht am südlichen Rand des Stadtwaldes im Stadtteil Niederau. Die Wasserburg stammt aus dem 14. Jahrhundert und war nach der Zerstörung im Jahr 1944 bis 1979 eine Ruine, bevor sie durch das Engagement der Schützenbruderschaft restauriert wurde. Heute finden dort diverse Veranstaltungen und standesamtliche Hochzeiten statt. Die Burg Birgel im gleichnamigen Stadtteil entstand in der heutigen Form im 17. Jahrhundert. In ihr ist eine Grundschule untergebracht. Weitere erhaltene Herrenhäuser in Düren sind das Gut Weyern im Burgauer Wald, das Haus Mozenborn in Birgel, das Haus Pimmenich in Lendersdorf und das Haus Rath bei Arnoldsweiler.
Neben mehreren Kirchen (siehe unten) stehen zahlreiche einzelne Häuser unter Denkmalschutz. Diese findet man vor allem in der Holzstraße, im Heerweg, in der von den Bombenangriffen 1944 weniger betroffenen Siedlung Grüngürtel sowie auf dem Gelände der LVR-Klinik. Als Beispiel der Baukunst der 1950er Jahre ist auch das 1959 eingeweihte Rathaus ein Denkmal. Von der Dürener Stadtbefestigung sind mehrere Türme und einige Mauerstücke erhalten.
Die bekanntesten Statuen in Düren sind das Bismarck-Denkmal zur Erinnerung an den prominenten Ehrenbürger und die Annasäule mit Marienkind am Altenteich. Hinzu kommen einige kunstvoll gestaltete Gräber vor allem auf dem Evangelischen Friedhof und diverse Wegkreuze. Eine architektonische Besonderheit ist die 1930 eingeweihte und heute denkmalgeschützte Dreigurtbrücke, die die weltweit erste ihrer Art war und über die bis heute die Eisenbahn fährt.

#### Gotteshäuser

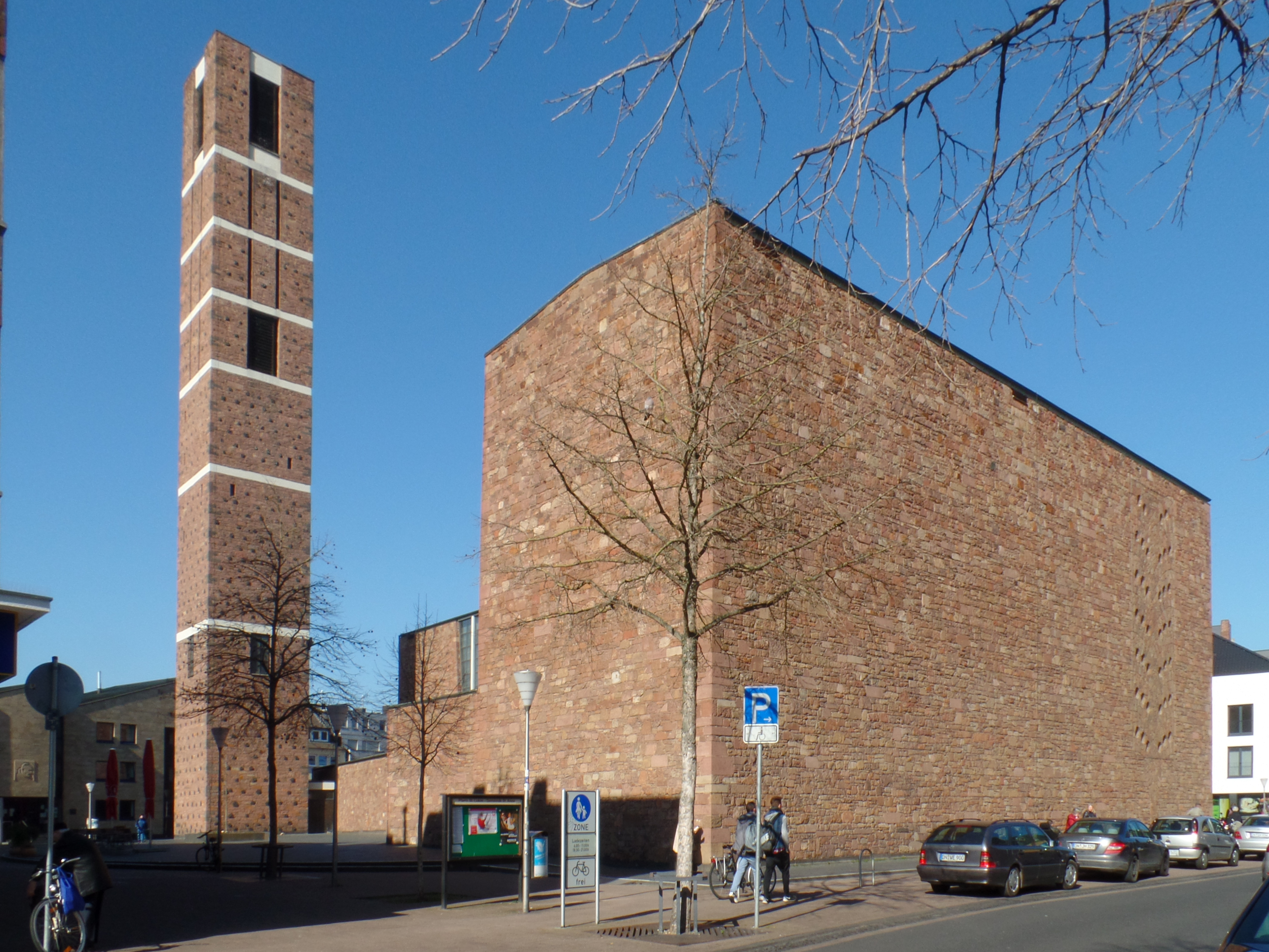
St. Anna
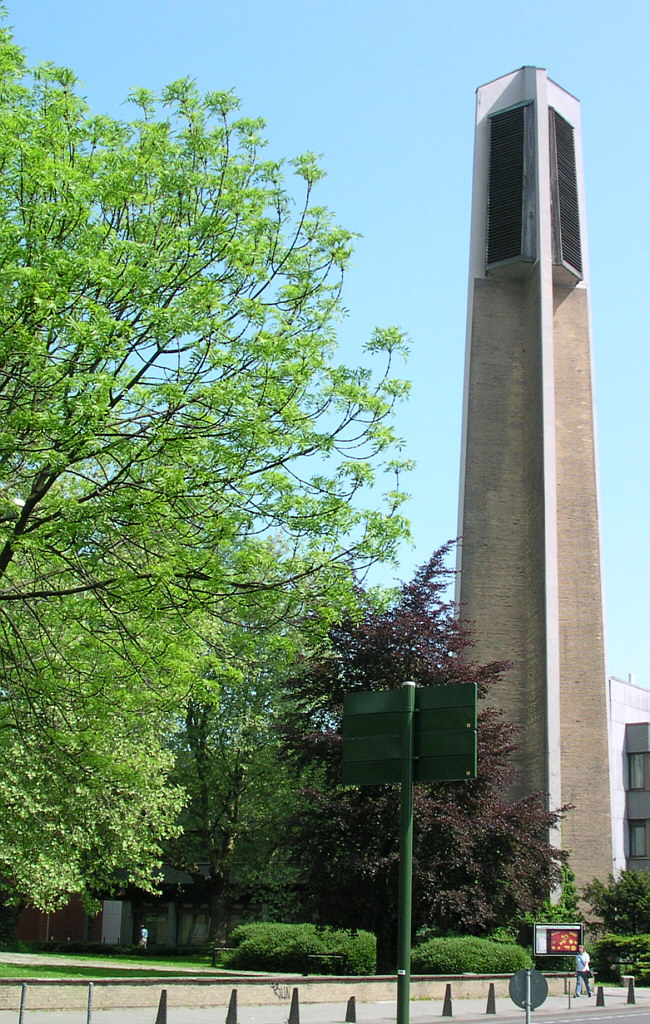
Christuskirche
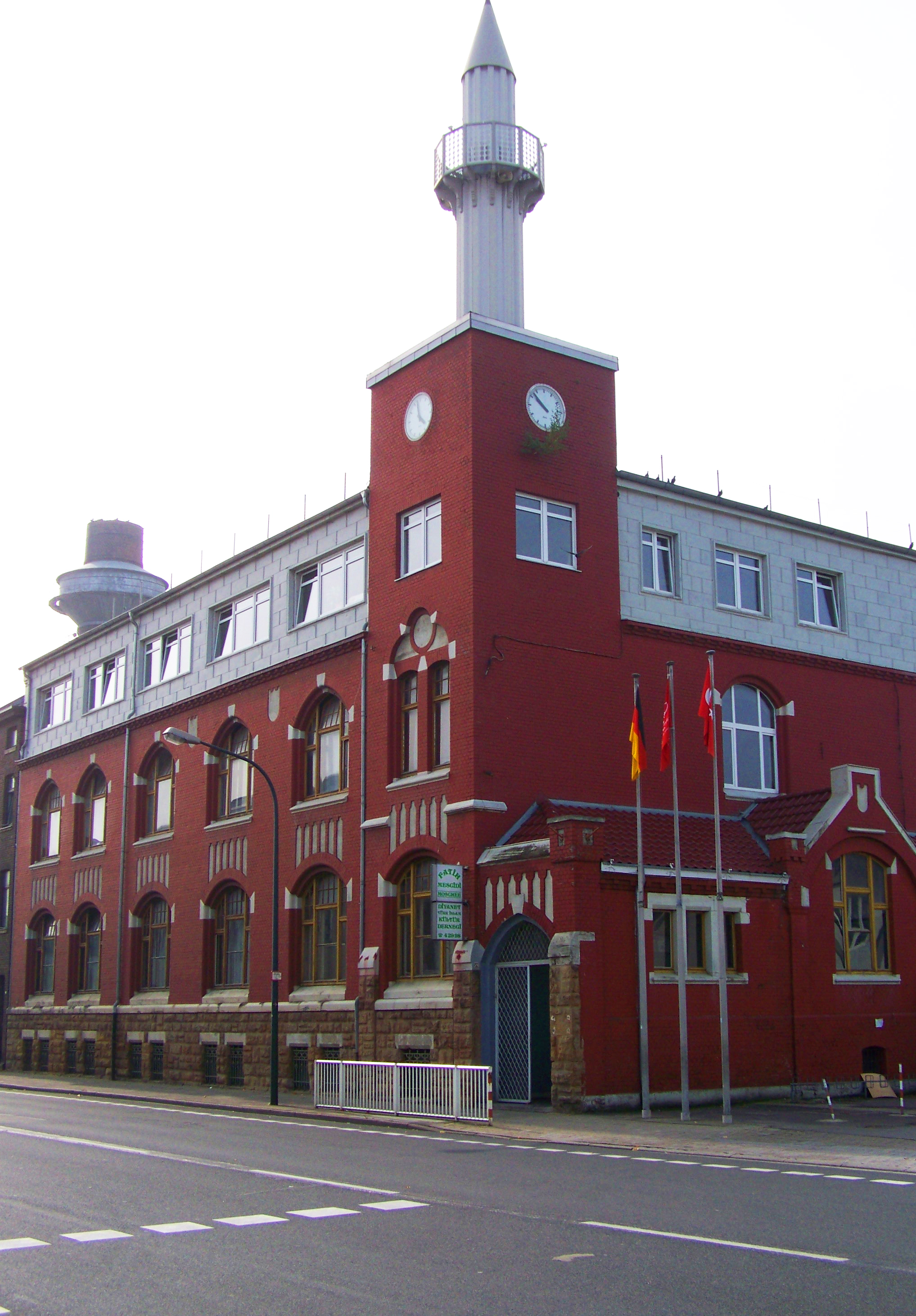
Fatih-Moschee

Die zentrale Kirche in der Dürener Innenstadt ist St. Anna, in der das Annahaupt als Reliquie aufbewahrt wird. Nach der Zerstörung durch die Bombenangriffe wurde sie in den 1950er Jahren unter der Leitung des Architekten Rudolf Schwarz neu aufgebaut. Die zweite Kirche in der Innenstadt ist die Marienkirche am Hoeschplatz. Zur Pfarre St. Lukas gehören außerdem die Kirche St. Antonius im Grüngürtel, die Kirche St. Josef in Düren-Süd mit dem Muttergotteshäuschen, das Ühledömche in Distelrath sowie die Grabes- und Auferstehungskirche St. Cyriakus und die Alte Kirche, die im Stadtteil Niederau nur wenige Meter voneinander entfernt stehen. St. Bonifatius wurde 2017 entwidmet und in eine Kindertagesstätte umgewandelt. Außerhalb von St. Lukas gibt es in Düren noch St. Joachim im Norden, das Karmel-Kloster und die Kirche Herz Jesu der LVR-Klinik. Hinzu kommen mehrere katholische Kirchen und Kapellen in den einzelnen Stadtteilen, die in der Liste von Sakralbauten in Düren verzeichnet sind.
Das wichtigste evangelische Gotteshaus in Düren ist die Christuskirche, die nach dem Zweiten Weltkrieg die zerstörte Auferstehungskirche ersetzte. Bei ihrer Einweihung 1954 besaß sie den höchsten freistehenden Kirchturm Deutschlands. Ein weiterer Treffpunkt für die Protestanten ist das Haus der Evangelischen Gemeinde.
Die Muslime beten seit den 1980er Jahren in der Fatih-Moschee (dt. „Eroberer-Moschee“) der DİTİB an der Veldener Straße, die durch das 1992 errichtete Minaretts zu einem prägenden Bauwerk für Düren-Nord geworden ist. Hinzu kommen mehrere Moscheen in unauffälligeren Gebäuden.
Bis zur Vernichtung in der Reichspogromnacht befand sich die Synagoge Düren in der Schützenstraße. An sie erinnert eine Stele des Dürener Künstlers Rückriem (siehe unten).

#### Friedhöfe
In Düren gibt es 16 städtische Friedhöfe mit einer Gesamtfläche von etwa 55 Hektar, die vom Dürener Service-Betrieb verwaltet werden. Etwa die Hälfte der Fläche gehört zum Neuen Friedhof Düren-Ost, dem Hauptfriedhof der Stadt an der Friedenstraße. Ein markantes Bauwerk auf dem als Park angelegten Friedhofsgelände ist die Familiengruft Peill. Die anderen katholischen Friedhöfe liegen in den einzelnen Stadtteilen.
Der evangelische Friedhof an der Kölnstraße existiert seit 1825 und wurde von dem Ehepaar Rudolf Schenkel und Catharina Schenkel geb. Schoeller gestiftet. Dort sind viele aufwändig gestaltete Grabmale zu sehen, die zum Teil von bekannten Bildhauern wie Joseph Uphues geschaffen wurden und auf der Denkmalliste stehen. An der Paradiesstraße gibt es den reformierten und lutherischen Friedhof.
Der alte jüdische Friedhof an der Arnoldsweilerstraße existierte seit mindestens 1581, die letzten Beerdigungen fanden hier im Jahr 1888 statt. Der neue jüdische Friedhof liegt an der Binsfelder Straße in der Nähe des katholischen Hauptfriedhofs Düren-Ost. Auch in Gürzenich gibt es einen jüdischen Friedhof.

#### Mahnmale

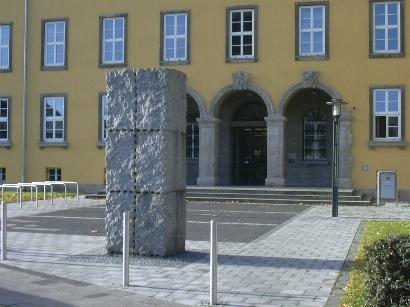
Stele vor dem Amtsgericht

Da Düren im Zweiten Weltkrieg nach den Luftangriffen eine der am stärksten zerstörten Städte in Deutschland war, erinnern seit dem Wiederaufbau in den 1950er Jahren diverse Mahnmale an die Zeit des Nationalsozialismus und der Weltkriege. Vor dem Rathaus dient der von Adolf Wamper entworfene „Flammenengel“ (eingeweiht am 16. November 1962) zum Gedenken an die verheerenden Fliegerangriffe vom 16. November 1944 und an alle Toten der beiden Weltkriege. Seit März 1954 sammelt die Stadtverwaltung in einem Verzeichnis die Namen aller Opfer des 16. November 1944. An die Kriegstoten aus dem damaligen Landratsamt erinnert seit November 1961 eine von Jaekel entworfene Bronzetafel im Kreishaus. Das Bild zeigt, wie der Erzengel Michael über der brennenden Stadt gegen einen Drachen kämpft.
Zwischen 1988 und 1990 schuf Ulrich Rückriem mit den nach ihm benannten Stelen ein dezentrales Mahnmal. An den zehn Skulpturen finden am Jahrestag der Reichspogromnacht Mahnstunden statt. Am 26. Juni 2005 verlegte der Kölner Künstler Gunter Demnig in Düren die ersten Stolpersteine. Diese Pflastersteine erinnern mit einer kleinen Gedenkplatte an die in der Zeit des Nationalsozialismus deportierten jüdischen Mitbürger.
Für die Toten des Ersten Weltkriegs arbeitete ein eigens gegründeter Verein an der Errichtung eines Ehrenmals am Fuchsberg, das wegen des Zweiten Weltkriegs nie vollendet und 1975 abgerissen wurde. Ein Dürener Kriegerdenkmal, das an die Opfer der Kriege 1866 und 1870/71 erinnerte, befand sich auf der Kreuzung zwischen August-Klotz-, Tivoli- und Schenkelstraße und wurde 1949 abgerissen. In Niederau und Merken sowie auf mehreren Friedhöfen in den anderen Stadtteilen gibt es Ehrenmale und Kriegsgräber für die Opfer der beiden Weltkriege.

### Parks und Naherholung

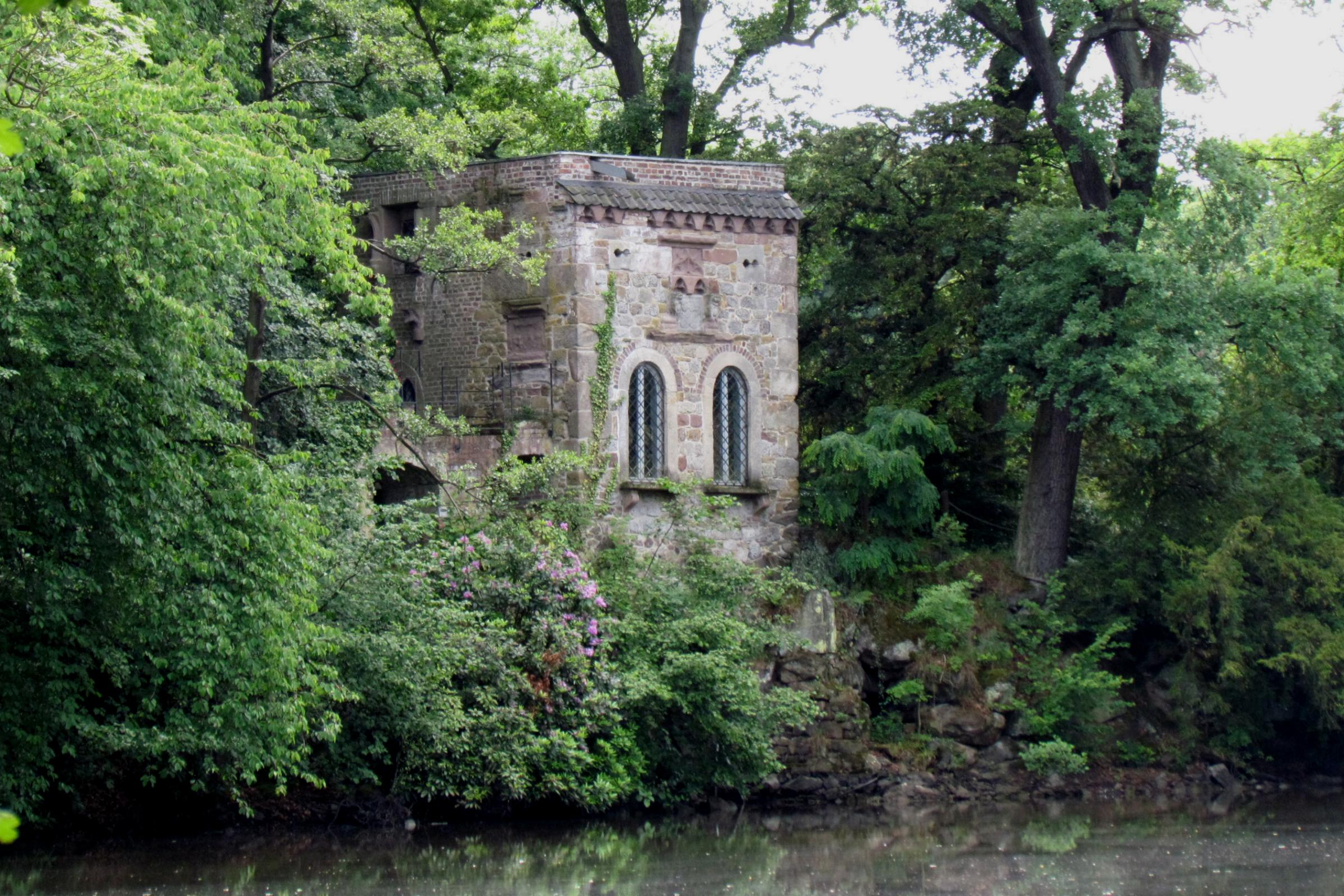
Mona-Lisa-Turm im Schillingspark

Vom Schloss Burgau in Niederau bis zum südlichen Rand der Stadt erstreckt sich der Burgauer Wald, das größte Naherholungsgebiet der Stadt. Darin gibt es den Turmhügel Motte, einen Trimm-dich-Pfad und einen Waldlehrpfad. Im Stadtgebiet gibt es mehrere Parkanlagen. Der Stadtpark an der Valencienner und Aachener Straße wurde nach Willy Brandt benannt. Direkt daneben befindet sich die alte Stadtgärtnerei mit einem chinesischen Pavillon. Der Konrad-Adenauer-Park an der Kölnstraße war mal ein Friedhof und existiert seit 1974 in der heutigen Form. Der Holzbendenpark liegt zwischen Rütger-von-Scheven- und Nippesstraße und enthält unter anderem einen großen Spielplatz. Wenige Meter nördlich gibt es am Übergang zur August-Klotz-Straße den kleinen Hoeschpark. Der neuste Park ist der Theodor-Heuss-Park an der Bismarckstraße. Er wurde im Frühjahr 2019 als Teil des umgebauten „Bismarckquartiers“ eröffnet.
Der Schillingspark (Gürzenich) gehört zum Weiherhof (Düren) und ist nur zum Tag des offenen Denkmals und ähnlichen Gelegenheiten zugänglich. Darin befinden sich neben mehreren Weihern Baudenkmäler wie das Fischereihäuschen und der Mona-Lisa-Turm. Weitere Grünanlagen findet man entlang der Rur und in den einzelnen Stadtteilen.
Im Sommer können die Dürener ihre Freizeit an zwei Badeseen verbringen, die aus ehemaligen Tagebauen des Rheinischen Braunkohlereviers entstanden. Der Dürener Badesee hat eine Wasserfläche von etwa 35 Hektar und wird auch als Veranstaltungsort für Konzerte genutzt. Am 16 Hektar großen Echtzer See gibt es einen Campingplatz.

## Sport

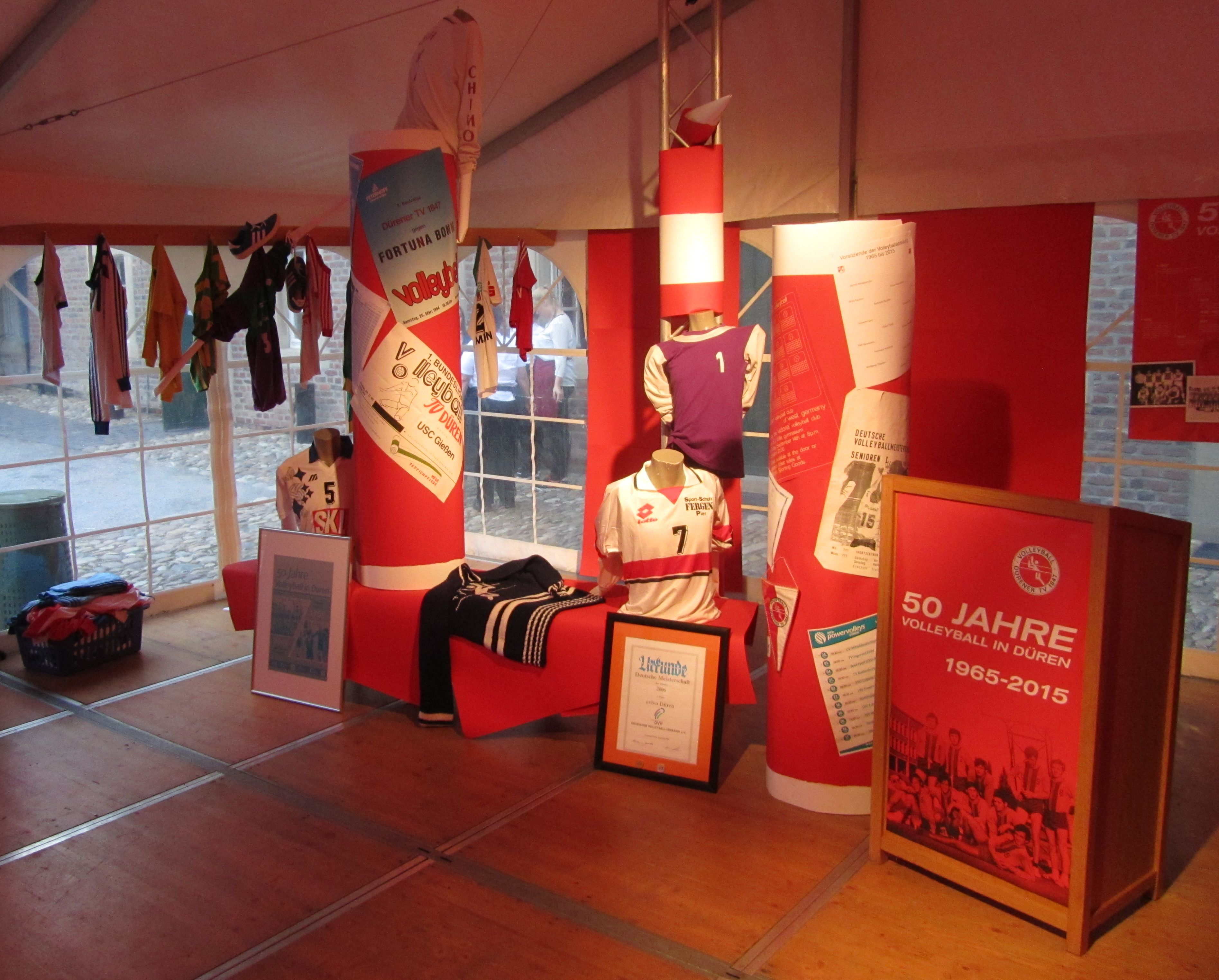
Jubiläumsfeier „50 Jahre Volleyball in Düren“

Die SWD Powervolleys Düren sind der erfolgreichste Verein der Stadt. Die Mannschaft, die aus der Volleyball-Abteilung des Dürener TV hervorgegangen ist, etablierte sich in der Bundesliga und stand von 2005 bis 2007 im Play-off-Finale um die deutsche Meisterschaft. Viermal erreichten die Dürener Volleyballer das DVV-Pokalfinale. Außerdem vertraten sie die Stadt in der Champions League und anderen internationalen Wettbewerben. Seit 2019 tritt das Beachvolleyball-Duo Brand/Reinhardt für die SWD Powervolleys in der nationalen Turnierserie an. Das für die Volleyball-Abteilung des GFC Düren 09 spielende Duo Lahme/Müsch nahm an den Olympischen Spielen 2004 in Athen teil. Von 2002 bis 2012 veranstaltete der Kreis Düren auf dem Kaiserplatz den mit Nationalspielern besetzten DKB Beach Cup, der dann nach Jülich verlegt wurde. Der Dürener TV betreibt eine Beachvolleyball-Anlage an der Doktor-Overhues-Allee.
Die erfolgreichen Zeiten der Dürener Fußballvereine liegen schon länger zurück. Die SG Düren 99 spielte in der Fußball-Oberliga und ist mit fünf Mittelrhein-Meisterschaften immer noch einer der erfolgreichsten Amateurvereine am Mittelrhein. Der in Düren geborene Nationalspieler Karl-Heinz Schnellinger begann seine Karriere bei Düren 99. Der spätere Vizeweltmeister Toni Schumacher begann seine Karriere bei Schwarz-Weiß Düren. Weitere National- und Bundesligaspieler stammen aus Düren. Am 1. April 2011 fusionierten die Vereine SG Düren 99 und GFC Düren 09 zum neuen Verein GFC Düren 99. Vor allem in der Jugend war auch der FC Düren-Niederau erfolgreich. 2017/18 entstand der 1. FC Düren als Fusion des GFC mit den Niederauern. Die erste Mannschaft des Vereins spielt auf der Westkampfbahn und tritt in der viertklassigen Regionalliga West an. Im Oktober 2008 wurde die Dürener Initiative „Fußballvereine gegen Rechts“ mit dem Julius-Hirsch-Preis des DFB ausgezeichnet.
Der Badminton-Mannschaft des 1. BC Düren gelangen seit 2002 fünf Aufstiege. In der Saison 2009/10 spielte sie zum ersten Mal in der zweiten Bundesliga und erreichte 2012 die Badminton-Bundesliga. 2017 nahm der Verein das Final Four, verkündete aber gleichzeitig den Rückzug aus der Bundesliga.

Logo des Dürener TV

Der größte Sportverein ist der Dürener TV mit fast 3.800 Mitgliedern und Abteilungen für Turnen, Gymnastik, Jazz-Dance, Tennis, Leichtathletik, Badminton, Schwimmen, Volleyball und Handball. Die Schwimmer des Dürener TV waren durch die Damen-Mannschaft bereits in der zweiten Bundesliga vertreten und nehmen regelmäßig an den deutschen Meisterschaften teil. Florian Moll erreichte bei den Sommer-Paralympics 2008 jeweils das Finale über 100 Meter Brust und 400 Meter Freistil.
Die Düren Demons spielen American Football. Die Herren- und Jugendmannschaft des Vereins befindet sich im Ligaspielbetrieb. Die Demons entstanden 2001 aus einer Fusion der vier Jahre zuvor gegründeten AFC Aachen Demons und der Düren Bravehearts.
Der Boxring Düren, den Heinz Jäger 1955 im Grüngürtel (Düren) gründete, wurde durch den Europameister Ernst Müller bekannt. Der PBC Düren-Nord spielte mehrere Jahre in der 1. Poolbillard-Bundesliga und gewann zweimal den Deutschen 8-Ball-Pokal.

## Wirtschaft und Infrastruktur

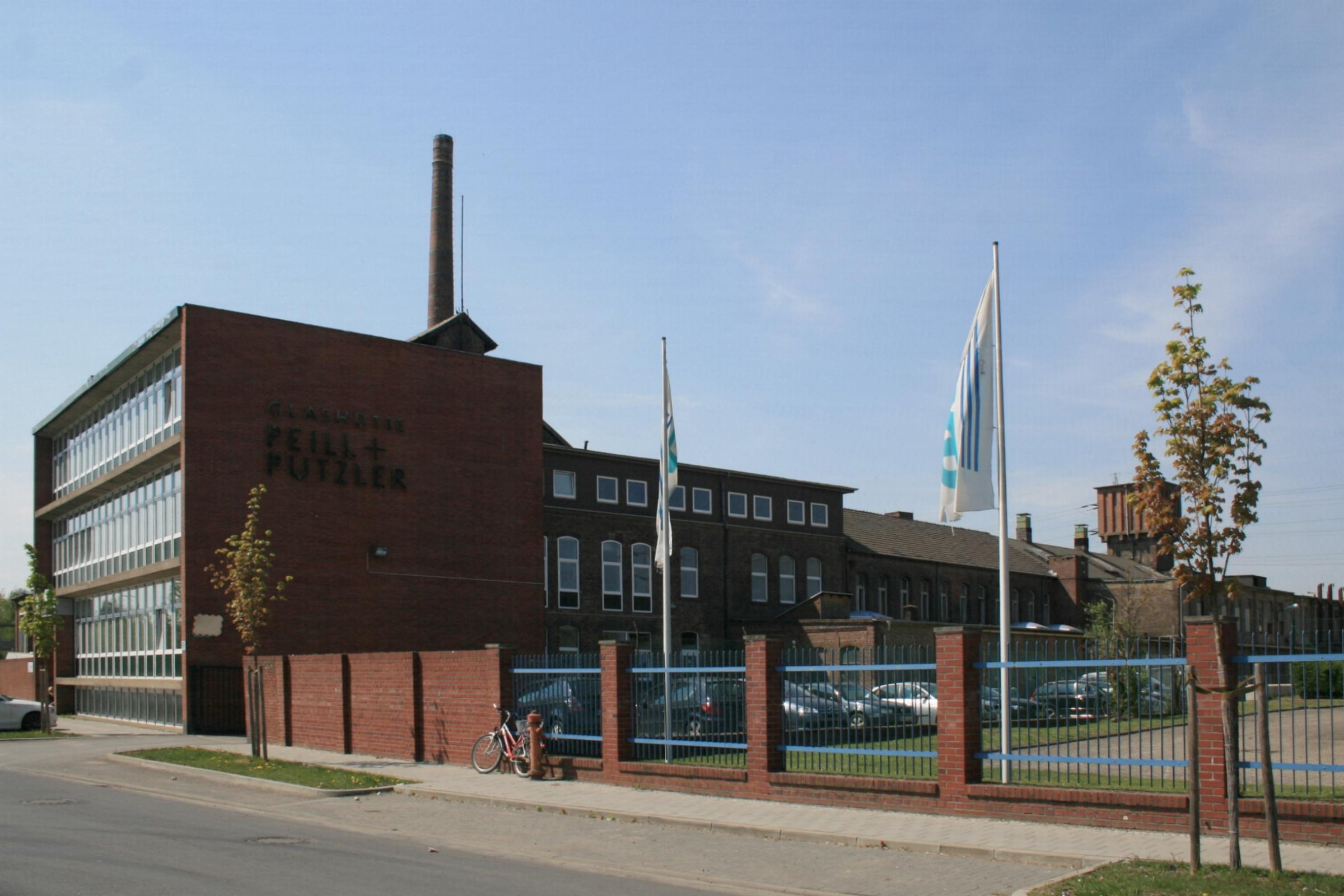
Gelände der Glashütte Peill & Putzler

Düren wurde durch seine produzierenden Gewerbe zu einem bedeutenden Wirtschaftsstandort. Bekannt ist die Stadt traditionell für die Papiererzeugung. Hinzu kommen das auf den Tuchmachern beruhende Textilgewerbe und die Metallverarbeitung.
Im Juni 2017 arbeiteten laut Kommunalprofil 27,8 % der sozialversicherungspflichtig Beschäftigten in Düren im produzierenden Gewerbe. Im Handel, Gastgewerbe, bei Verkehr und Lagerei waren zusammen 16,5 % beschäftigt und bei sonstigen Dienstleistungen 55,7 %. Von den insgesamt 41.639 Beschäftigten arbeiteten zu dieser Zeit 68 % in Vollzeit. Die Stadt Düren gehört mit dem Kreis zum Kammerbezirk der Handwerkskammer Aachen und zur IHK Aachen.
Heute gibt es fünf große Gewerbeflächen in Düren. Das Gewerbegebiet „Im Großen Tal“ liegt nördlich von Birkesdorf mit direkten Anschluss an die A4 und die B56 und bietet auf gut 90 Hektar Nutzfläche Platz für mehr als 150 Unternehmen. Das interkommunale Gewerbegebiet „Talbenden/Rurbenden“ mit 34,5 Hektar Fläche gehört zur Stadt Düren und der benachbarten Gemeinde Niederzier. Mit der Gemeinde Kreuzau teilt sich Düren das 50 Hektar große Gewerbegebiet „Stockheimer Landstraße“, das wegen der dort ansässigen Firmen als „Automeile“ bekannt ist. Auf dem 6,9 Hektar großen Gelände der ehemaligen Glashütte Peill & Putzler befindet sich heute ein Gewerbepark, an dem u. a. die Dürener Gesellschaft für Arbeitsförderung untergebracht ist. Im Industriepark Niederau in Krauthausen sind chemische und verarbeitende Betriebe zu finden.

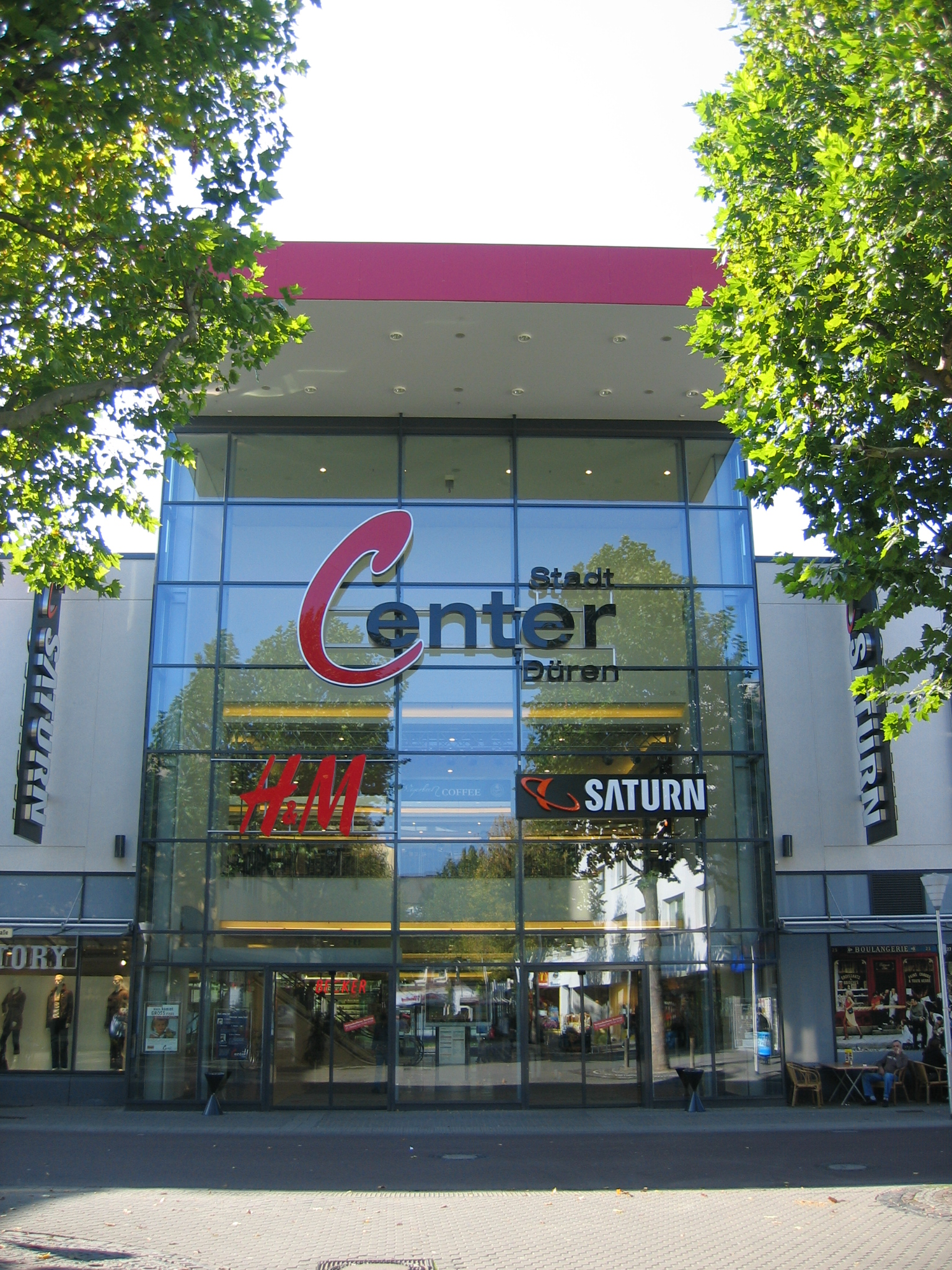
Stadtcenter Düren am Max-Oppenheim-Platz

Als „Stadt der Märkte“ profiliert sich Düren auch durch den Handel. Die meisten Einzelhändler haben ihre Geschäftsräume in der Innenstadt, deren Einkaufszone sich vom Kaiserplatz und Markt bis zur Josef-Schregel-Straße im Norden erstreckt. Wichtige Einkaufsstraßen sind die Kölnstraße und die Wirtelstraße. Mit dem StadtCenter Düren gibt es seit 2005 ein Einkaufszentrum in der Nähe des Bahnhofs.
Zur besseren Vermarktung der Stadt entwarf Stadtplaner Hans-Joachim Hamerla 2003 das „Handlungskonzept Innenstadt“. Darauf folgte der ab Ende 2013 entwickelte Masterplan mit diversen Baumaßnahmen, die seit 2015 durchgeführt werden, vor allem die Umgestaltung von Kölnstraße, Markt und Bismarckquartier. Seit Sommer 2019 wird der Kaiserplatz neu gestaltet. Um das Image der Stadt kümmern sich der Verein CityMa und die IG City. Zu ihren Aufgaben gehören auch Veranstaltungen wie die jährliche Aktion „Düren leuchtet“ (siehe Veranstaltungen). Für die Wirtschaftsförderung hat die Stadt die WIN.DN GmbH gegründet.
Die Stadtwerke Düren versorgen die Stadt und einige benachbarte Gemeinden mit Wasser, Elektrizität und Gas. Das Wasser, das vergleichsweise weich ist, kommt aus mehreren Talsperren und Wasserwerke in der Umgebung. Der Wasserverband Eifel-Rur hat seinen Sitz in Düren. Er ist für das Gebiet rund um die Rur zwischen Heinsberg, Aachen, Düren und der Nordeifel zuständig und betreut die Talsperren in der Region. Der Dürener Service-Betrieb kümmert sich als kommunaler Dienstleister unter anderem um Abfallentsorgung, Straßenreinigung und die städtischen Friedhöfe.

### Ortsansässige Unternehmen
Familienunternehmen hatten einen großen Einfluss auf die wirtschaftliche Entwicklung und prägen noch heute das Bild der Stadt. Eine der wichtigsten Familien ist die Familie Schoeller. Die Papierfabrik Schoellershammer in Krauthausen wurde von Heinrich Wilhelm Schoeller gegründet. Die Firma Anker Gebr. Schoeller in Birkesdorf basiert auf einer Tuchfabrik und einem Teppichkontor des ebenfalls aus der Familie stammenden Leopold Schoeller. Vor allem mit Eisen und Stahl beschäftigte sich die Familie Hoesch. Julius Hoesch wandte sich aber einer anderen Branche zu und gründete die nach ihm benannte Firma, die heute ihren Sitz im Stadtteil Hoven hat. Zwei Firmen gingen aus der Familie Kufferath hervor. GKD – Gebr. Kufferath mit Sitz in Mariaweiler ist ein weltweit erfolgreicher Anbieter von technischen Geweben. Andreas Kufferaths zeitweise konkurrierende Firma wurde von Bellmer übernommen. Ebenfalls in Mariaweiler ansässig ist die bereits 1811 von Thomas Josef Heimbach gegründete Heimbach-Gruppe, die als Hersteller von Papiermaschinenbespannungen weltweit aktiv ist. Die Papierindustrie ist auch ein wesentlicher Kunde für die Maschinenfabrik von Carl Krafft. Das Familienunternehmen wurde 1870 als Eisengießerei gegründet und spezialisierte sich später auf die Fertigung von Walzen und Zylindern. Die ältesten gastronomischen Betriebe in Düren sind die spätestens 1852 gegründete Sturmbrauerei und die 1873 errichtete, noch heute existierende Gaststätte „Zum Franziskaner“.
Die in Lendersdorf ansässige Firma Queck Stahlbau baute unter anderem das Saarpolygon und lieferte Bestandteile für die Formel1-Strecke Yas Marina Circuit in Abu Dhabi. Gebäudedienste Peterhoff begann als Familienunternehmen in der Gebäudereinigung und ist heute bundesweit auch im Sicherheitsdienst aktiv. Die von Dürener Ärzten 1991 gegründete Duria eG arbeitet bundesweit als Anbieter von elektronischen Praxisverwaltungssystemen. Seit 2018 wird das in Aachen entwickelte Elektrofahrzeug Streetscooter auch in Düren beim Automobilzulieferer Neapco produziert.

### Medien

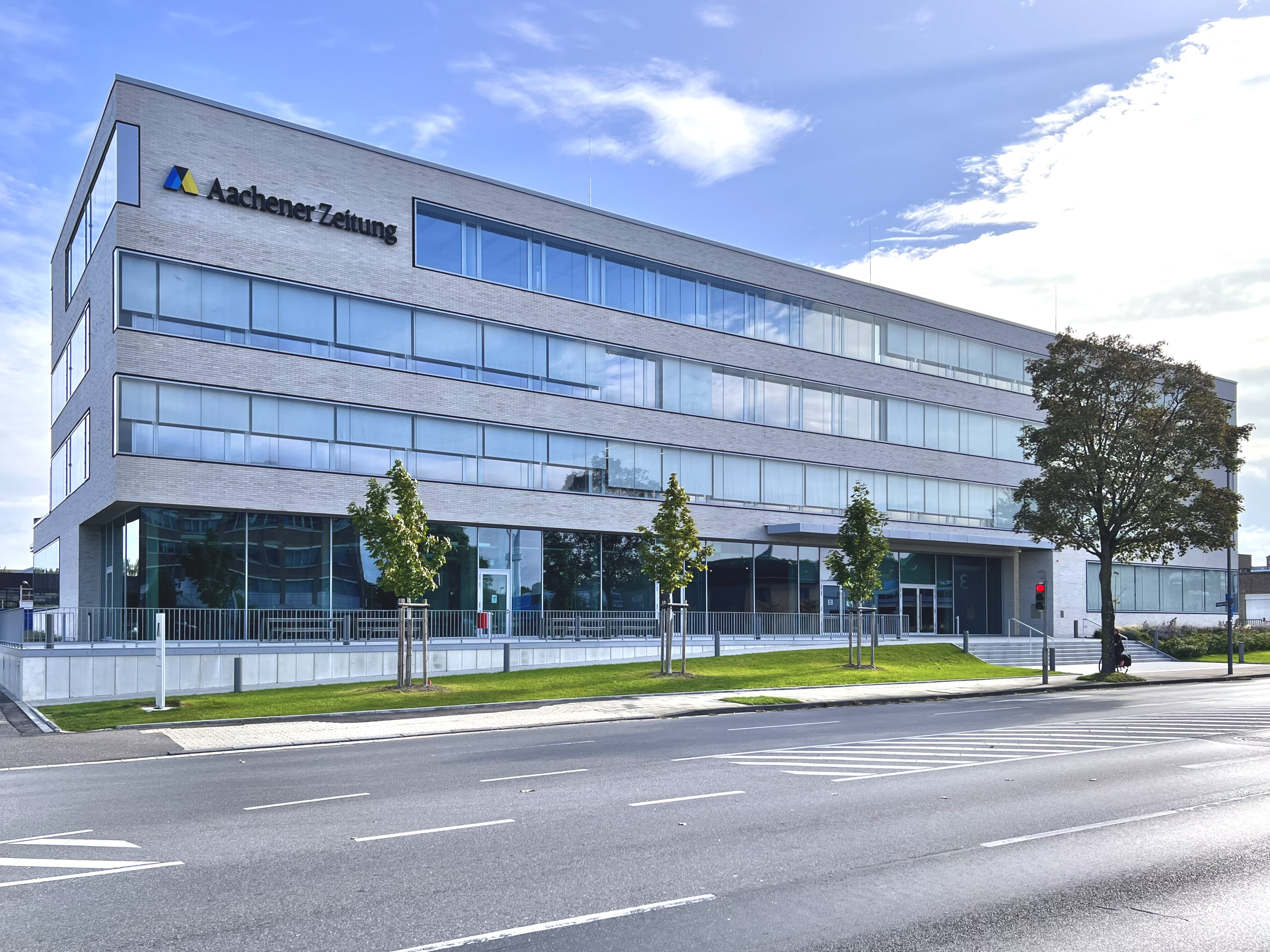
Hauptgebäude des Zeitungsverlags Aachen

In Düren erscheinen zwei Tageszeitungen. Die Dürener Zeitung ist eine regionale Ausgabe der Aachener Zeitung. Ihre Geschichte begann 1872 unter dem Namen Dürener Sonntagsblatt für Stadt und Umgegend, bevor sie sich 1947 der damaligen Aachener Volkszeitung, dem Vorläufer der Aachener Zeitung, anschloss. Die Dürener Nachrichten sind die Lokalausgabe der Aachener Nachrichten. Die erste Ausgabe der Aachener Nachrichten erschien am 24. Januar 1945 noch vor dem Kriegsende. Heute erscheinen beide Zeitungen im Medienhaus Aachen. Bis auf den Lokalteil und einige Seiten des Mantels sind die Inhalte der Printausgabe identisch. Hinzu kommt die Dürener Zeitung am Sonntag, früher Super Sonntag, die als kostenlose Werbezeitung an alle Haushalte verteilt wird, sowie das Magazin Dürener Illustrierte. Neben den Websites des Medienhauses bieten diverse Online-Portale Nachrichten aus Düren an.
Radio Rur ist der lokale Radiosender für den Kreis Düren. Er sendet seit September 1992 und hatte seinen Sitz in der Pleußmühle. Am 22. Septem 2020 zog der Sender in die Dürener Gutenbergstraße 12 um. Neben dem Rahmenprogramm des Verbunds Radio NRW gibt es lokale Nachrichten. Bis 2020 (Auflösung des Vereins) sendete Radio Rur das Programm des Ersten Dürener Rundfunkvereins, der im offenen Kanal sendete.
Diverse Orte in der Stadt Düren waren bereits Kulisse für Fernseh- und Filmproduktionen. Von 2007 bis 2010 wurde bei RTL die im St. Marien-Hospital gedrehte Serie „Die Kinderärzte von St. Marien“ ausgestrahlt. Der Film Barfuss mit Til Schweiger beinhaltet eine Szene, die 2004 auf Gleis 21 des Dürener Bahnhofs entstand. Das auch als Bewahrungshaus bekannte Haus 5 der LVR-Klinik Düren diente bereits als Kulisse für die Krimireihe Tatort und die Actionserie Alarm für Cobra 11. Szenen für die Serie Babylon Berlin wurde ebenfalls dort gedreht und dafür fand ein Casting in der Endart statt. Mehrere Filmproduktionen fanden auf dem Gelände der ehemaligen Firma Carl Canzler statt. Dort wurde ein Gebäude zur Polizeistation für den Krimi Die Neue und der Bulle. Außerdem wurden dort Szenen für die Dokumentation Gute Freunde – Der Aufstieg des FC Bayern und für die Netflix-Serie Cassandra gedreht.

### Öffentliche Einrichtungen

#### Medizinische Versorgung

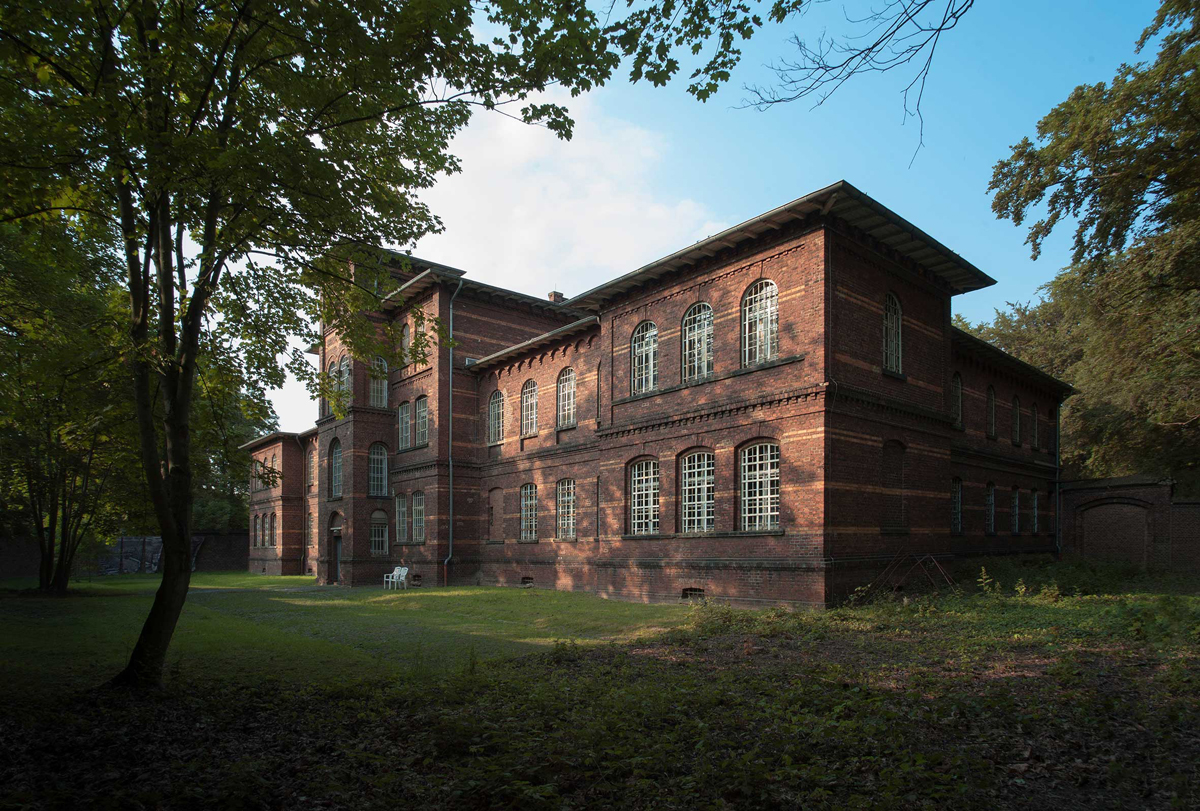
Haus 5 der LVR-Klinik

Für die medizinische Versorgung der Bevölkerung stehen in Düren vier öffentliche Kliniken zur Verfügung. Das Krankenhaus Düren an der Roonstraße wird von Stadt und Kreis gemeinsam betrieben. Seine Geschichte reicht zurück bis ins 15. Jahrhundert und Anfang des 20. Jahrhunderts entstand das jetzige Krankenhaus. Zum Krankenhaus gehören ein Gesundheitszentrum, das diverse Sportkurse anbietet, und die eigene Kita „Klinik-Pänz“.
Das St. Marien-Hospital im Stadtteil Birkesdorf befindet sich in der Trägerschaft der Caritas West. Es wurde ursprünglich von Franziskanerinnen betrieben und nach dem Umbau einer Bewahrschule 1876 unter dem heutigen Namen eröffnet. Die Kinderklinik des St. Marien-Hospitals erlangte durch die RTL-Serie „Die Kinderärzte von St. Marien“ überregionale Bekanntheit. Das St. Augustinus-Krankenhaus in Lendersdorf wurde Ende des 19. Jahrhunderts von Benno Schoeller gestiftet und 1999 von den Cellitinnen an die Caritas übergeben. Heute befindet sich dort auch das Dürener Rehabilitationszentrum. Die drei Kliniken in der Roonstraße, Lendersdorf und Birkesdorf sind außerdem akademische Lehrkrankenhäuser der RWTH Aachen.
Die LVR-Klinik Düren ist auf Psychiatrie und Psychotherapie spezialisiert und ihr Einzugsbereich erstreckt sich über den Kreis Düren hinaus auf die Städteregion Aachen und den Rhein-Erft-Kreis. Das als Bewahrungshaus bekannte Haus 5 und einige andere Bauwerke auf dem weitläufigen Klinikgelände stehen unter Denkmalschutz.
Außerdem gibt es noch die Paulus-Privatklinik, die neben diversen Arztpraxen im sogenannten Medicenter an der Arnoldsweilerstraße untergebracht ist.

#### Feuerwehr, Polizei und andere Behörden
Die Hauptwache der Dürener Feuerwehr befindet sich seit 1981 an der Brüsseler Straße neben der Bundesstraße 56. Seit 2018 gibt es eine zusätzliche Rettungswache West an der Monschauer Straße. Für 2022 ist ein Umzug der Hauptwache zur Veldener Straße geplant, um die Einsätze zu verbessern.
Die Feuerwehr ist unterteilt in einen hauptamtlichen Teil und die Freiwillige Feuerwehr mit ihrer Jugendfeuerwehr. In Düren gibt es sechs Löschzüge, die sich aus dreizehn Gruppen zusammensetzen. Neben dem Löschzug Mitte sind die anderen Löschzüge nach Stadtteilen zusammengefasst. Die Dürener Feuerwehr hat rund 560 aktive Mitglieder, die inklusive Rettungsdienst 63 Einsatzfahrzeuge nutzen. Ihre Geschichte reicht bis zur Gründung einer ersten Freiwilligen Feuerwehr im Jahr 1872 zurück.
Die Hauptwache der Polizei Düren befindet sich an der Kreuzung Aachener Straße / August-Klotz-Straße. Mit den Wachen Kreuzau und Jülich gehört sie zur Kreispolizeibehörde Düren, die über rund 460 Mitarbeiter verfügt. Laut der Kriminalitätsstatistik gab es 2018 im Kreis Düren 16.109 Straftaten und mit rund 53 % die zweitbeste Aufklärungsquote der Geschichte. Eine Zunahme gab es bei Gewaltkriminalität, während weniger Diebstähle und Einbrüche verzeichnet wurden.
Das Amtsgericht Düren hat seinen Sitz an der August-Klotz-Straße. Es ist für die Stadt Düren sowie den südlichen Kreis zuständig und gehört zum Landgerichtsbezirk Aachen und zum Oberlandesgerichtsbezirk Köln. Das Gericht besteht aus 33 Abteilungen für diverse Aufgaben.
Das Finanzamt befindet sich in einem Gebäude aus den 1950er Jahren an der Ecke Goethestraße/Holzstraße mit weiteren Büros in der Nachbarschaft. Die Dürener Dienststelle untersteht der Oberfinanzdirektion Rheinland in Köln. Die Bundesagentur für Arbeit hat ihre Dürener Zentrale in der Moltkestraße, wo auch das dazugehörige Berufsinformationszentrum zu finden ist. Die Arbeitslosenquote in Düren lag im September 2019 bei 6,5 %.

#### Sport- und Veranstaltungsstätten

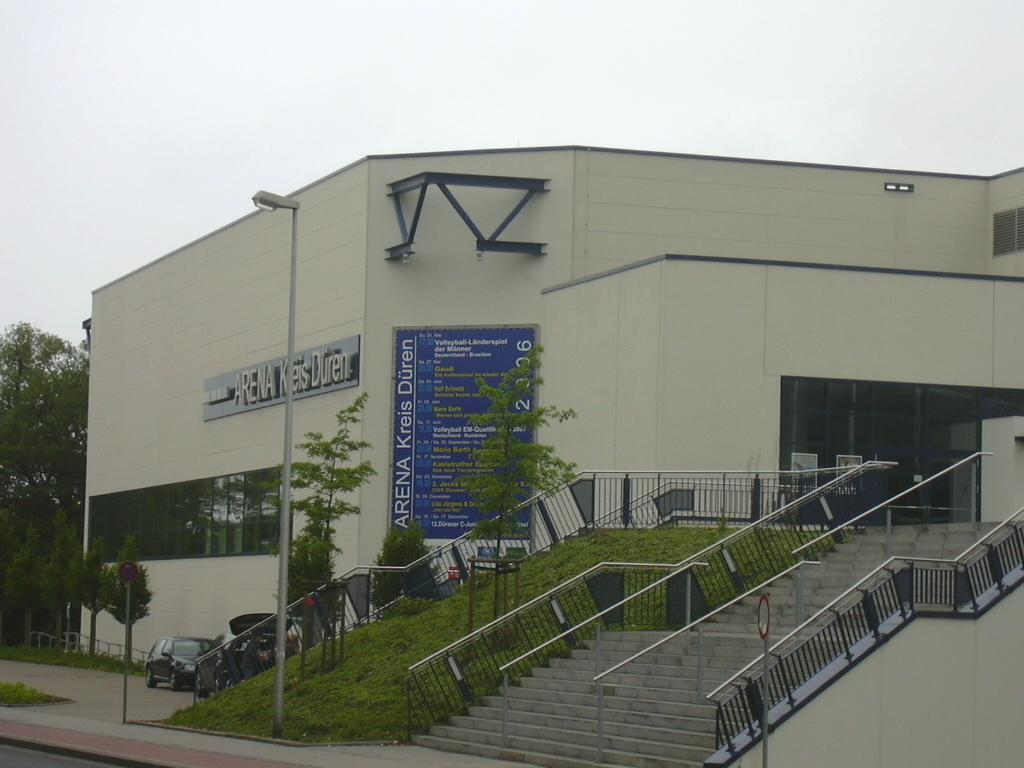
Arena Kreis Düren

In der Arena Kreis Düren finden seit September 2004 die Heimspiele des Volleyball-Bundesligisten SWD Powervolleys Düren statt und die Halle wird für den Schulsport genutzt. Außerdem finden dort Konzerte und andere kulturelle Veranstaltungen statt. Damit ist die Arena auch ein Ersatz für die mittlerweile abgerissene Stadthalle. Das bekannteste Stadion in Düren ist die Westkampfbahn. Die Sportstätte an der Mariaweilerstraße wurde 1914 eröffnet und zeichnet sich durch eine Holztribüne aus. Neben dem 1. FC Düren spielt hier auch die American-Football-Mannschaft Düren Demons. Auf dem Gelände gibt es außerdem Tennisplätze und andere Sportanlagen.
Das letzte verbliebene Hallenbad in Düren ist der direkt neben der Arena gelegene Jesuitenhof. Das Schwimmbad, das vom Dürener Service-Betrieb betrieben wird, verfügt über ein 25-Meter-Becken, ein Lehrschwimmbecken, einen Fitnessbereich und eine Sauna. Das Bad ist durch einen Neubau direkt neben dem alten Hallenbad ersetzt worden. Das Rurbad wurde am 8. Juli 2022 eröffnet. Schwimmen kann man außerdem im Dürener Badesee und im Echtzer See. Der Golfplatz des GC Düren befindet sich im Stadtteil Gürzenich. Der Platz wurde in den 1970er Jahren zunächst mit neun Löchern angelegt und 1996 auf 18 Spielbahnen erweitert.
Neben der Arena gibt es weitere multifunktionale Hallen für Veranstaltungen in Düren. Dazu gehören das Haus der Stadt, das Kulturzentrum Komm in der Pleußmühle, die Festhalle in Birkesdorf und die Rurtalhalle in Lendersdorf.

#### Tourismus
Im Dezember 2018 wurde an der Bismarckstraße ein Vier-Sterne-Hotel eröffnet. Außerdem gibt es diverse kleinere Hotels und Ferienwohnungen in Düren. 2018 wurden knapp 87.000 Übernachtungen in der Stadt verzeichnet, womit die Zahl im Vergleich zum Vorjahr um 6,5 % stieg.

### Bildung
In Düren gibt es insgesamt 33 allgemeinbildende Schulen. Für die Primarstufe stehen in der Innenstadt und den Stadtteilen 19 städtische Grundschulen zur Verfügung, von denen 17 als offene Ganztagsschulen (OGS) betrieben werden. Die Grundschulen Grüngürtel und Arnoldsweiler, Derichsweiler und Gürzenich sowie Lendersdorf und Niederau bilden jeweils einen Verbund mit zwei Standorten. Hinzu kommt als private Einrichtung die Freie Christliche Schule.
In der Sekundarstufe besucht mehr als ein Drittel der Dürener Schüler ein Gymnasium. In der Stadt gibt es fünf Gymnasien.

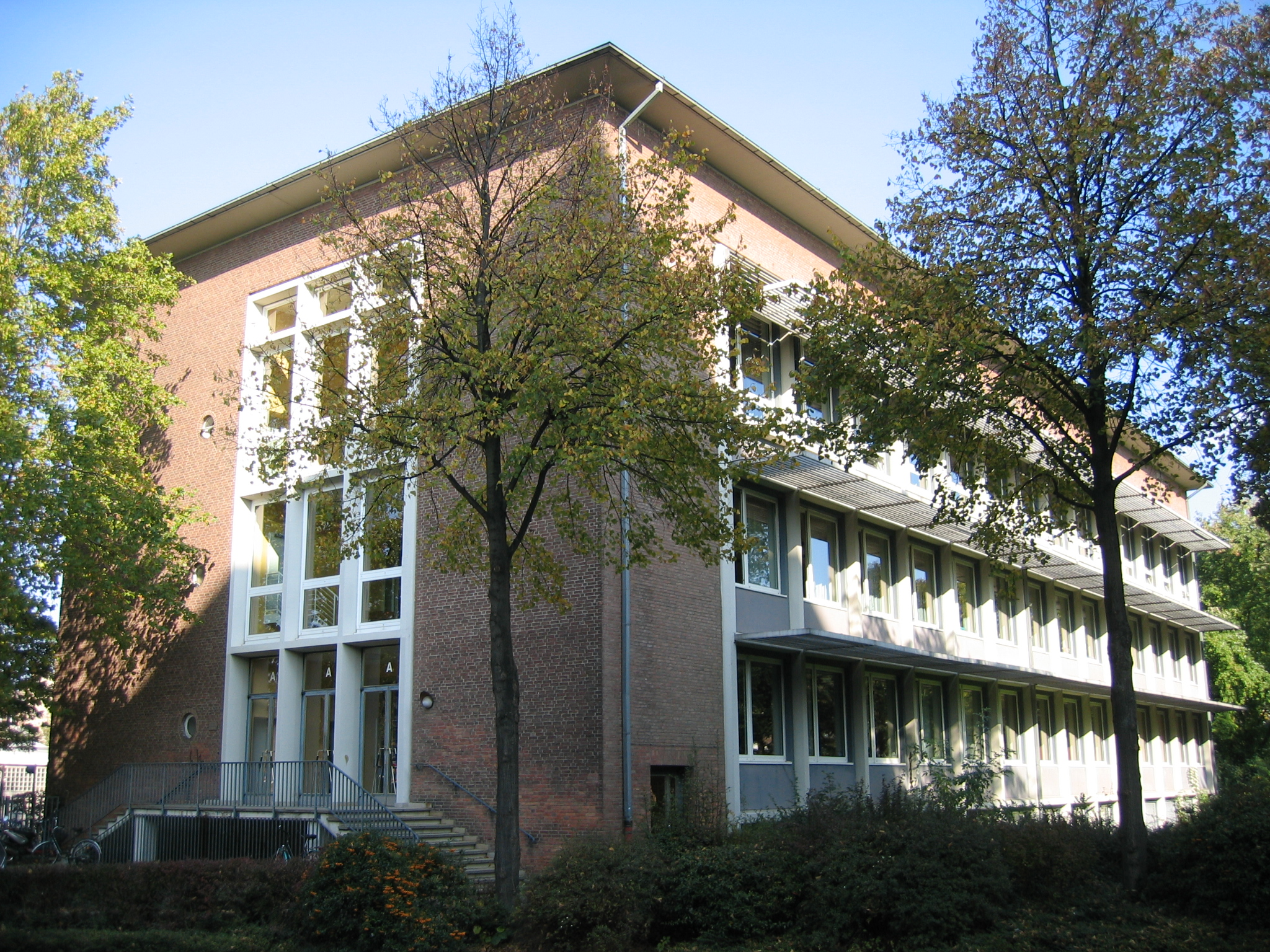
Wirteltor-Gymnasium
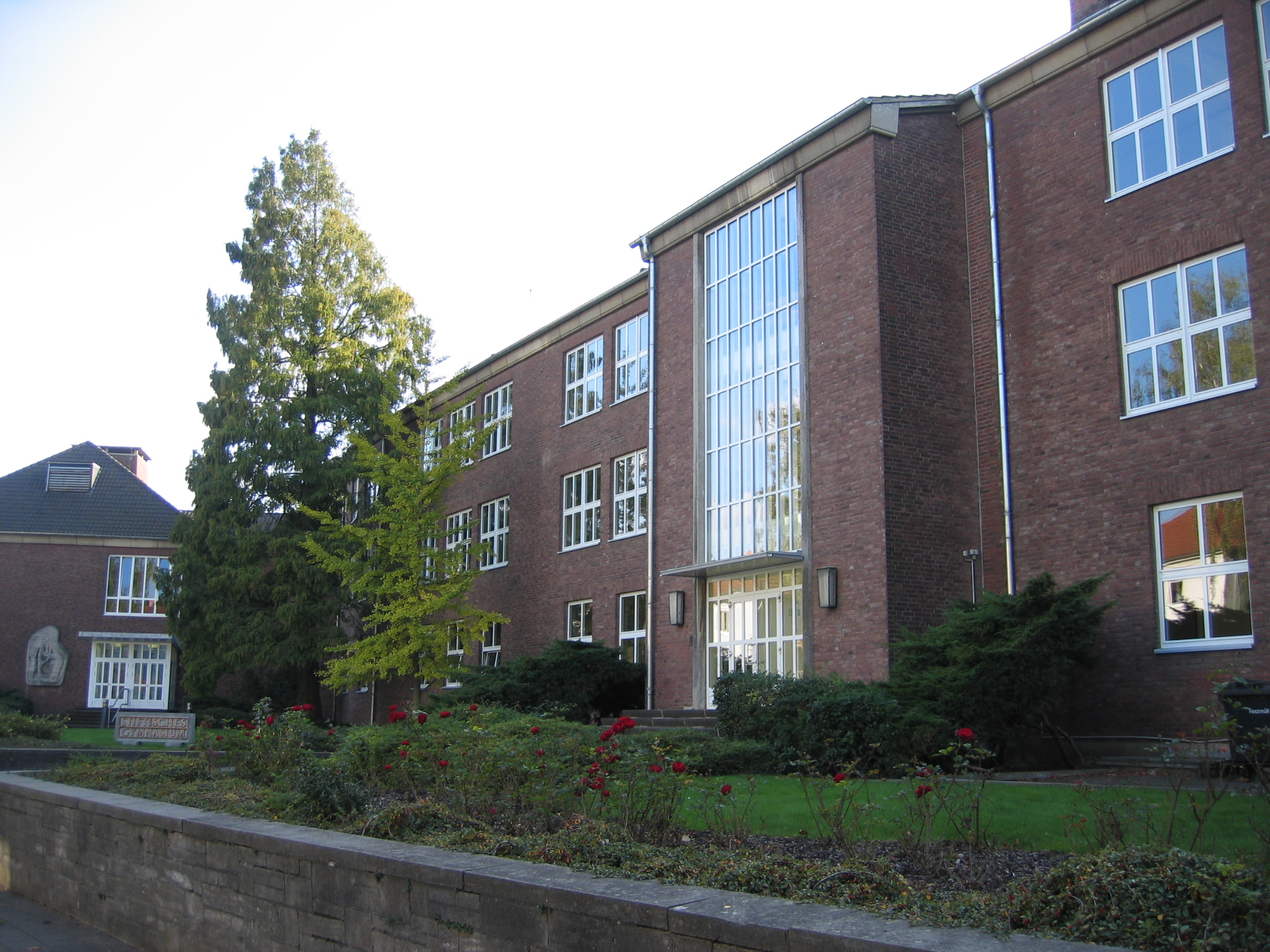
Stiftisches Gymnasium
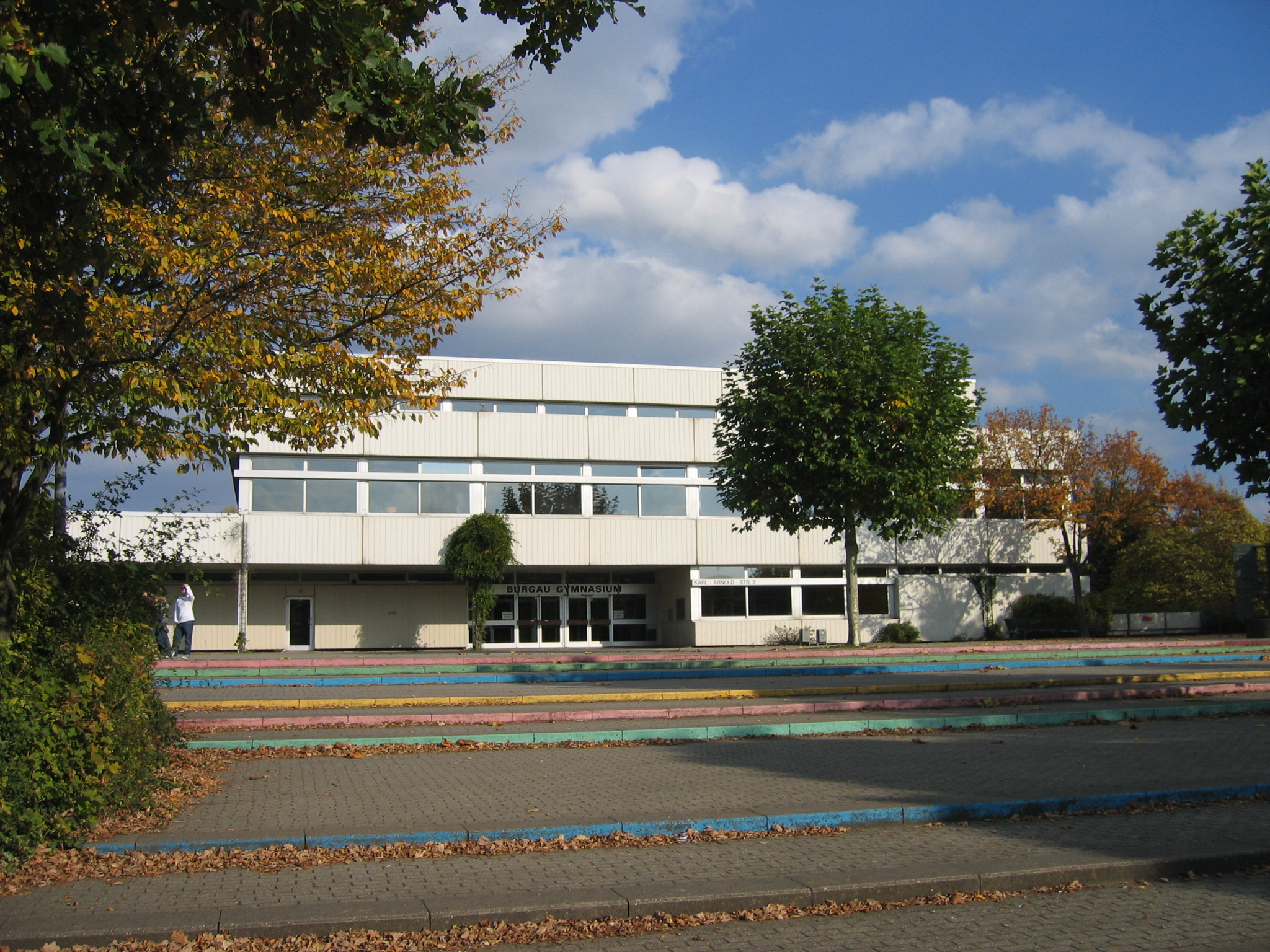
Burgau-Gymnasium
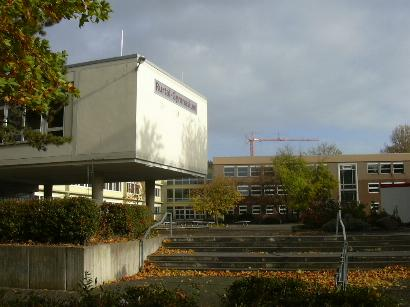
Rurtal-Gymnasium
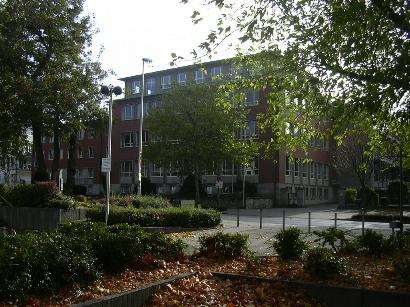
St. Angela-Schule

- Das Gymnasium am Wirteltor ist mit rund 1100 Schülern die größte Schule dieser Art in Düren.[231] Seine Geschichte begann 1828 mit einer naturwissenschaftlich geprägten Knabenschule.[232] Seit 2008 ist es eine Europaschule.[233]
- Das Stiftische Gymnasium basiert auf einer Lateinschule und wurde 1826 zu einem altsprachlich-humanistischen Gymnasium.[234]
- Deutlich jünger ist das 1969 gegründete Burgau-Gymnasium mit seinen rund 750 Schülern.[235] Es zeichnet sich durch seinen bilingualen Unterricht in Französisch aus und trägt seit 2010 den Titel Europaschule.[236]
- Das Rurtal-Gymnasium wurde 1880 als höhere Töchterschule gegründet und begann 1975 mit der Koedukation.[237]
- An der Bischöfliche St. Angela-Schule waren bis 2018 nur Mädchen zugelassen. Mit dem Schuljahr 2018/19 gab es erstmals eine männliche Klassen, die jedoch getrennt unterrichtet werden. Seitdem steht die Schule unter der Trägerschaft des Bistums Aachen.[238]

Düren hat drei Realschulen. Eine von ihnen gehört zusammen mit dem Gymnasium zu Angela-Schule. Hinzu kommen die Realschulen am Bretzelnweg und in der Wernersstraße. Die beiden verbliebenen Hauptschulen sind die Hauptschule Burgauer Allee in Düren-Süd und die Matthias-Claudius-Schule in Birkesdorf. Die beiden Gesamtschulen in Mariaweiler und in Düren-Ost sind nach Anne Frank und Heinrich Böll benannt. Für Schüler mit sonderpädagogischem Bedarf gibt es außerdem die Bürgewaldschule in Birkesdorf, die einen Nebenstandort im Kreuzauer Ortsteil Stockheim hat. Schüler mit Sehbehinderung werden in der Louis-Braille-Schule Düren unterrichtet, die vom Landschaftsverband Rheinland betrieben wird.
Die frühkindliche Bildung erfolgt in den zahlreichen Kindertagesstätten. Neben sechzehn kirchlichen und zehn städtischen Kitas gibt es in Düren vierzehn Einrichtungen der Arbeiterwohlfahrt, jeweils zwei der Lebenshilfe und des Sozialdienstes katholischer Frauen sowie eine Kita der Kreisverwaltung und eine heilpädagogische Kita in Rölsdorf.
Zur beruflichen Weiterbildung dienen unter anderem drei Berufskollegs: die Kaufmännischen Schulen an der Euskirchener Straße, das Nelly-Pütz-Berufskolleg und das Berufskolleg für Technik. Zusätzlich gibt es für spezielle Zwecke diverse Weiterbildungseinrichtungen in Düren. Menschen mit Sehbehinderung können das Berufsförderungswerk Düren besuchen. 1980 wurde die zentrale „Berufsbildungs- und Gewerbeförderungseinrichtung“ (BGE) für die überbetriebliche Lehrlingsausbildung in den Berufen Metalltechniker, Anlagenmechaniker, Schweißtechniker, Maler und Lackierer sowie Fahrzeuglackierer gegründet, wobei für die Berufsfelder Maler und Lackierer sowie Autolackierer Aufstiegsqualifizierungen zum Handwerksmeister angeboten werden. Ferner richtete die HKW Aachen 2003 das „Trainings-Centrum Kraftfahrzeugtechnik“ (TraCK) ein, welches zuständig ist für die Aus- und Weiterbildung im kraftfahrzeugtechnischem Gewerbe.
Im Herbst 2021 wurde in Düren in der Nideggener Straße die staatlich anerkannte private Fachhochschule des Mittelstandes (FHM) im 5. Stock des Berufskollegs für Technik etabliert.
Abseits der beruflichen Weiterbildung bieten die Bildungsstätten der katholischen und evangelischen Gemeinde, die Volkshochschule Rur-Eifel und die Musikschule Düren vielfältige Kursangebote für Menschen jeden Alters.
Die Stadtbücherei Düren im Haus der Stadt ist die älteste kommunale Bibliothek im Rheinland und bietet mehrere Zehntausend Bücher und andere Medien.
Die Fachhochschule des Mittelstands (FHM) wurde im Jahr 2000 in privater Trägerschaft gegründet und bietet speziell auf den Mittelstand ausgerichtete, staatlich anerkannte Studiengänge aus den Bereichen Medien, Journalismus, Marketing, Informatik und Wirtschaft an. Die FHM hat ihren Verwaltungssitz in Bielefeld mit Niederlassungen in Bamberg, Hannover, Köln, Frechen, Rostock, Berlin, Waldshut-Tiengen und in Düren.

### Verkehr

#### Straße
Düren ist von Aachen und Köln über die Bundesautobahn 4 zu erreichen. Die Abfahrt befindet sich im Norden des Stadtgebiets. Außerdem führen drei Bundesstraßen nach Düren. Die B56 kreuzt im Norden die A4 und verlässt das Stadtgebiet östlich von Niederau. Von Langerwehe oder Merzenich kommt man über die B264 nach Düren. Die B399 führt von Gey aus über Birgel und Rölsdorf, bevor sie bei Gürzenich in die B264 mündet.
Der große, mehrspurige Kreisverkehr Friedrich-Ebert-Platz ist der zentrale Verkehrsknotenpunkt in Düren. In karolingischer Zeit lief der Fernverkehr über die Aachen-Frankfurter Heerstraße von Frankfurt nach Aachen.
Der zentrale Omnibusbahnhof (ZOB) befindet sich direkt neben dem Dürener Bahnhof. Bis zum 31. Dezember 2019 betrieb die Dürener Kreisbahn (DKB) rund 30 Buslinien. Am 1. Januar 2020 hat das neue Unternehmen Rurtalbus den Busverkehr in Düren von DKB und BVR Busverkehr Rheinland übernommen, und es bietet seitdem deutlich mehr Verbindungen an.

#### Schiene
Über die Bahnstrecke Köln–Aachen ist der Bahnhof Düren an das Eisenbahnnetz angeschlossen. Dort halten jeweils stündlich die Regional-Express-Züge RE1 (NRW-Express) und RE9 (Rhein-Sieg-Express) der Deutschen Bahn. In Richtung Aachen fährt außerdem die Euregiobahn (RB20). In Richtung Köln verkehrte die Linie S19 der S-Bahn Köln.
Seit dem 6. September 1841 halten Züge in Düren. Seit Dezember 2002 gehören dazu praktisch keine Fernverkehrszüge mehr. 2009 gab es ein kurzzeitiges Experiment mit dem Halt eines Intercity-Express auf der Strecke Aachen–Berlin. Seither waren die Bemühungen um einen regelmäßigen Anschluss an den Fernverkehr vergeblich.
Für den Schienenverkehr in der näheren Umgebung sorgt außerdem die Rurtalbahn GmbH. Die Züge fahren vom Bahnhof Düren in Richtung Heimbach, nach Jülich und nach Euskirchen.
Neben der Dürener Kreisbahn existierte mit der Dürener Eisenbahn AG (DEAG) lange eine weitere Eisenbahngesellschaft. Sie betrieb ab 1893 eine meterspurige Strecke vom Bahnhof Düren in nordwestlicher Richtung nach Birkesdorf, die später etappenweise bis Inden verlängert wurde. Nachdem der Personenverkehr immer weiter abnahm, erfolgte die Einstellung des Bahnbetriebs 1965, als ein wichtiger Teil des Güterverkehrsaufkommens wegfiel.

#### Radwege
Mehrere große Radwege führen durch Düren.
- Der insgesamt 180 Kilometer lange RurUfer-Radweg, der sich vom Hohen Venn bis Roermond erstreckt, erreicht das Stadtgebiet im Süden zwischen Niederau und Lendersdorf und verlässt es im Norden bei Merken. Die Wege sind auf beiden Seiten des Rurufers ausgeschildert.
- Der Bahnradweg verläuft entlang den Schienen der Schnellfahrstrecke Köln–Aachen. In Düren geht der Streckenabschnitt aus Richtung Aachen kommend vom Marktplatz zum Bahnhof und von dort weiter Richtung Merzenich.
- Der Dürener Abschnitt der Wasserburgen-Route verläuft von Derichsweiler entlang der westlichen Stadtteile und dann über Lendersdorf zum Schloss Burgau in Niederau, bevor es zum südlichen Nachbarort Kreuzau geht.
- Die Grünroute beginnt am Dürener Bahnhof und führt am Markt und Leopold-Hoesch-Museum vorbei über die Tivolistraße an die Rur. Dort folgt sie dem RurUfer-Radweg Richtung Jülich.
- Die Kaiser-Route führt von Derichsweiler über den Annakirmesplatz und dann die Rur entlang nach Süden durchs Stadtgebiet.
- Die Fußballroute NRW durchquert Düren von Birgel im Westen bis zum Grüngürtel im Osten.

## Persönlichkeiten

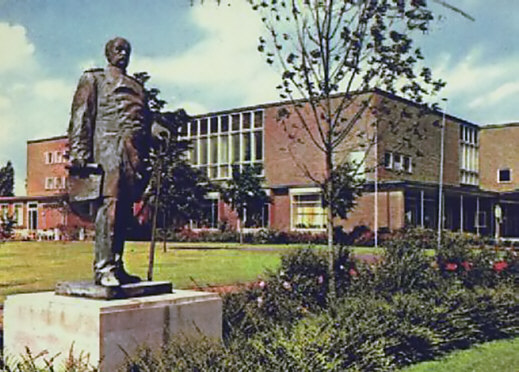
Statue des Ehrenbürgers Bismarck vor der ehemaligen Stadthalle

### Ehrenbürger
Die Liste der Ehrenbürger von Düren umfasst neun Personen. Neben dem ersten Reichskanzler Otto von Bismarck und dem Reichspräsidenten Paul von Hindenburg sind dort als weitere Politiker Emmerich Stürtz, August Klotz, Heinrich Spies, Josef Vosen und Paul Larue verzeichnet. Die anderen beiden Ehrenbürger sind Dechant Franz Anton Vaßen und Heimatdichter Josef Schregel. Bis auf Hindenburg, Spies und Larue sind alle Ehrenbürger in Straßen- oder Parknamen verewigt.

### Söhne und Töchter der Stadt
Bedeutende Dürener sind unter anderem die bisherigen Bürgermeister und Stadtdirektoren. Neben den Politikern prägten auch die bekannten Unternehmer die Entwicklung der Stadt. Dazu gehören die Familien Schoeller und Hoesch, Thomas Josef Heimbach, Leopold Peill und Rudolf Schenkel.
Die am frühsten geborenen Persönlichkeiten in der Liste sind der Kölner Bürgermeister Lambert van Duren und der jüdische Gelehrte Isaak ben Meïr aus Düren aus dem 14. Jahrhundert. Ebenfalls ihre Herkunft im Namen tragen der um 1400 geborene Bischof Simon von Düren und der um 1520 geborene Terrakottabildhauer Statius von Düren. Nach dem Politiker Matthias von Inden aus dem 16. Jahrhundert wurden im 17. Jahrhundert die Ärzte Johann Clöben und Heinrich Mulartz geboren. Mit Geburtsdatum im 18. Jahrhundert sind der Benediktiner Theodor van Gülpen, der Verleger Carl Christian Jügel, der Theologe Johann Wilhelm Kals und der Geheimschreiber Arnold Robens verzeichnet.
Der Mathematiker Peter Gustav Lejeune Dirichlet stand mit Alexander von Humboldt und Felix Mendelssohn Bartholdy. Ein weiterer prominenter Wissenschaftler war der Ökonom Hermann Heinrich Gossen, der Gesetze zum Grenznutzen formulierte. Ebenfalls in der Mathematik war Friedrich Prym aktiv, während sich sein Bruder Eugen Prym mit orientalischen Sprachen beschäftigte. Ebenfalls Brüder mit unterschiedlichen Interessen waren der Tierfotograf Carl Georg Schillings und der Theaterintendant Max von Schillings. Als Heimatdichter traten Joseph van der Giese und Josef Schregel in Erscheinung. Adam Siepen wurde bekannt, weil er mit den Füßen malte. All diese Persönlichkeiten wurden im 19. Jahrhundert geboren.
Die prominenten Dürener des 20. und 21. Jahrhunderts kommen aus der Politik, dem Sport, der Unterhaltung und der Wissenschaft. Zu den Politikern gehören neben den Bürgermeistern bis zum Amtsinhaber Paul Larue die im deutschen Bundestag vertretenen Abgeordneten Karl Lauterbach, Dietmar Nietan und Thomas Rachel. Der Diplomat Friedrich-Carl Bruns und die unter anderem bei Amnesty International aktive Selmin Çalışkan beschäftig(t)en sich mit internationaler Zusammenarbeit. Zu den sportlichen Dürenern zählen viele Fußballer wie Karl-Heinz Schnellinger, Toni Schumacher und Georg Stollenwerk sowie in der Gegenwart Deniz Naki und Johanna Elsig. Durch den Radsport wurden Manfred Donike und sein Sohn Alexander bekannt, während Ernst Müller und Manfred Zielonka im Boxen erfolgreich waren. Schwimmerin Ute Hasse und Kanutin Annemarie Zimmermann gewannen olympische Medaillen. Simon Ernst ist in der Handball-Bundesliga aktiv. Claudia Neumann arbeitet als Sportreporterin. Ein breites Spektrum bieten auch die Persönlichkeiten aus Unterhaltung und Kunst. Die beiden Comedians Kalle Pohl und Paul Panzer (bürgerlich Dieter Tappert) kommen ebenso aus Düren wie der Musiker Florian Peil von der Band Kasalla und der Pianist Lars Vogt. Mit ihrem Gesang wurden Margot Eskens (Schlager), Ina Hagenau (Pop) und Operntenor Stefan Schwer bekannt. Sybille Schmitz trat als Schauspielerin auf. Ernst Ohst und Jean Schmitz sind bekannte Maler. Guido M. Breuer, Andreas Drouve und Gastrokritiker Heinz Horrmann sind als Autoren und Schriftsteller tätig. Eine erfolgreiche Konditorin aus Düren ist Peggy Porschen. Bekannte Wissenschaftler der Gegenwart waren Sprachforscher Helmut Gipper und Makroökonom Paul J. J. Welfens.

### Persönlichkeiten mit Bezug zu Düren
Zu den Persönlichkeiten mit Bezug zu Düren gehört Kaiser Karl der Große; er hat sich mehrmals längere Zeit in der 774 erstmals erwähnten Dürener Königspfalz aufgehalten. Neben diversen Lokalpolitikern lebt der Grünen-Abgeordnete Oliver Krischer im Ort. Bekannte Künstler mit Beziehung zu Düren sind die im Theater beschäftigten Kaća Čelan und Erna Flecke-Schiefenbusch, Autorin Majella Lenzen, der mit seinen Stelen bekannte Ulrich Rückriem und der Opernsänger Rudolf Schock. Sportlich erfolgreich sind Fußballer Oliver Bierhoff und Bogenschützin Christina Schäfer. Ebenfalls prominent und mit Düren verbunden sind der ehemalige Ärztekammer-Präsident Jörg-Dietrich Hoppe und der Raketentechniker Gerhard Zucker sowie die dort wohnende Politikerin Irmgard Adam-Schwaetzer.
Der Priester Fritz Keller war bis 1937 als Kaplan in Düren tätig. Er wurde als Widerstandskämpfer gegen den Nationalsozialismus mehrfach von der Gestapo verhaftet und starb 1941 im Gefängnis in Aachen. Keller wird als Märtyrer verehrt.
August Bender, Arzt im Konzentrationslager Buchenwald und SS-Sturmbannführer, lebte nach dem Zweiten Weltkrieg bis an sein Lebensende in Düren (er starb 2005).
Durch ihre besonderen Eigenheiten erhielten die Dürener Originale einen Platz in der Stadtgeschichte. Einige von ihnen sind an einem Brunnen in der Wirtelstraße zu sehen und der Verein KG Dürener Originale erinnert an sie. Plaketten und Gedenktafeln an Häusern in Düren erinnern an besondere Persönlichkeiten.

### Allgemeine Informationen
- Offizielle Website der Stadt Düren
- Linkkatalog zum Thema Düren bei curlie.org (ehemals DMOZ)
- Düren Tourismus

### Geschichte
- Dürener Geschichtswerkstatt
- Dürener Verkehrs- und Wirtschaftsgeschehen
- Baudenkmäler in Düren

### Aktuelle Nachrichten
- Aachener Nachrichten, Lokales Düren
- Aachener Zeitung, Lokales Düren
- DN-News